# Bb-Reihe
Die Taschenbuchreihe Billige Bücher war eine Buchreihe des Aufbau-Verlages aus Berlin, DDR. Sie erschien als erste Taschenbuchreihe des Verlages 1958 und wurde 43 Jahre später, nach der politischen Wende mit der Gründung des Aufbau-Taschenbuchverlags, 1991 eingestellt. Das Spektrum der Bücher entsprach im Wesentlichen dem sonstigen Programm des Verlages, es gab allerdings vereinzelt auch Erst- oder sogar Alleinauflagen hier (z. B. Gedächtnis mit Flügeln von Romain Gary).
Insgesamt wurden 622 Titel mit einer Gesamtauflage von 39,5 Millionen Exemplaren herausgegeben.
Der Titel der Reihe ergab sich aus den beiden kleingeschriebenen Anfangsbuchstaben von „Billige Bücher“. In den ersten Ausgaben standen sie ohne Erläuterung an verschiedenen Stellen in roter Farbe auf dem Hintergrund, später in Weiß in einem schwarzen Kästchen in der rechten oberen Ecke des Einbandes. Links daneben standen vor sonst weißem Hintergrund der Autor, meist farbig, der Titel und gegebenenfalls der Untertitel. Die unteren drei Viertel wurden von einem Titelbild geziert.
Der Preis betrug beispielsweise für die Bände 485 und 556 2,95 M, für die Nummer 550 1,85 M, für andere Ausgaben auch schon 3,75 M.

## Liste
| Nummer                                                                                                   | Jahr | Titel | Autor | Illustrator | Übersetzung/Auflagen |
| alte Form mit „bb“ im gerundeten Viereck                                                                 |      | | | | |
| 001 | 1958 | Faust – Drama | Johann Wolfgang von Goethe | | |
| 002 | 1958 | Kalendergeschichten – Erzählungen | Bertolt Brecht | Gossow / Haacken; 3. Auflage 1973 Hans Eibel / Gerhard Kruschel                                                          | [ 1 ] |
| 003/004                                                                                                  | 1958 | Lang ist der Tag – Roman | Lars Lawrence | | aus dem Amerikanischen von Horst Höckendorf |
| 005 | 1958 | Das Fräulein – Roman | Ivo Andrić | | aus dem Serbokroatischen von Edmund Schneeweis |
| 006/007                                                                                                  | 1958 | Abschied – Roman | Johannes R. Becher | | |
| 008 | 1958 | Weiber u. a. Erzählungen – Erzählungen | Anton Tschechow | Eva Johanna Rubin | aus dem Russischen von Hertha von Schulz |
| 009 | 1958 | Der Lausejunge aus Humulesti – Erzählung | Ion Creangă | Paul Klimpke | aus dem Rumänischen von Renate Molitoris |
| 010 | 1958 | Aufstand der Fischer von St. Barbara – Erzählung | Anna Seghers | Heinz Rodewald | |
| 011 | 1958 | Sanatorium Arktur – Roman | Konstantin Fedin | | aus dem Russischen von Maria Riwkin |
| 012 | 1958 | Schach von Wuthenow – Erzählung | Theodor Fontane | Bernhard Nast; 2. Auflage 1974: Peter Nagengast / Erich Rohde                                                            | |
| 013/014                                                                                                  | 1958 | Ochsenkutscher – Roman | Erwin Strittmatter | | |
| 015 | 1958 | Ein Sommer – Roman | Maxim Gorki | | aus dem Russischen von August Scholz |
| 016 | 1958 | Leben und Taten des berühmten Ritters Schnapphahnski – Erzählung | Georg Weerth | | |
| 017/018                                                                                                  | 1958 | Der Untertan – Roman | Heinrich Mann | | |
| 019 | 1958 | Aelita – Roman | Alexei Tolstoi | | aus dem Russischen von Hertha von Schulz |
| 020 | 1958 | Sieben Legenden – Legenden | Gottfried Keller | | |
| 021 | 1958 | Die tönende Spur – Roman | Walter Gorrish | | |
| 022 | 1959 | Goldene Fenster – Erzählungen | Adolf Rudnicki | | aus dem Polnischen von Henryk Bereska |
| 023 | 1959 | Die Lawine – Erzählungen | Franz Kain | | |
| 024 | 1958 | Die Liebenden von Avignon – Erzählung | Elsa Triolet | | Ewald Czapski |
| 025 | 1958 | Chibaba, Chibaba. – Bruchstück eines Abenteuers | Elías Mar | | aus dem Isländischen von Atli Olafson und Wilhelm Freise |
| 026 | 1958 | Und ringsum Schweigen – Erzählungen | Jan Petersen | | |
| 027 | 1959 | Der Rosenölhändler – Erzählung | Aleko Konstantinow | | aus dem Bulgarischen von Egon Hartmann |
| 028 | 1958 | Eine Handvoll Weizen – Erzählungen | Premtschand | | aus dem Englischen von Marianne Grycz-Liebgen |
| 029 | 1959 | Deutschland. Ein Wintermärchen – Gedichte | Heinrich Heine | Karl Gossow | |
| 030 | 1959 | Der rote Tag rückt näher: Reportagen und Skizzen – Reportagen | Andor Gábor | | |
| 031 | 1959 | Der Mond hat einen Hof – Roman | Herbert Nachbar | | |
| 032/033                                                                                                  | 1959 | Die arme Spinnerin: Sagen, Geschichten und Berichte aus den Beskiden – Sagen | Jarmila Glazarová | | aus dem Tschechischen von Grete Ebner-Eschenhaym |
| 034 | 1959 | Die Gefährten – Roman | Anna Seghers | | |
| 035/036                                                                                                  | 1959 | Der Junker von Ballantrae – Roman | Robert Louis Stevenson | Gertraud Thieme / 2. Auflage 1981 Ingolf Neumann/Gerhard Kruschel                                                        | aus dem Englischen von Lore Krüger |
| 037 | 1959 | Der eiserne Strom – Roman | Alexander Serafimowitsch | | |
| 038 | 1959 | Sache Baumann und andere – Roman | Jan Petersen | | |
| 039 | 1959 | Die Versuchung – Erzählungen | Elin Pelin | 2. Auflage 1977 Jutta Mirtschin/Erich Rohde                                                                              | aus dem Bulgarischen von Egon Hartmann |
| 040 | 1959 | Ethel und Julius – Roman | Maximilian Scheer | | |
| 041 | 1959 | Die Frau mit den blauen Augen – Erzählungen | Maxim Gorki | | aus dem Russischen von Irene Müller, Arthur Luther u. a. |
| 042/043                                                                                                  | 1959 | Die Väter – Roman | Willi Bredel | | |
| 044 | 1959 | Die Welle strömt zurück – Erzählung | Bolesław Prus | | aus dem Polnischen von Kurt Harrer |
| 045/046                                                                                                  | 1959 | Klar zur Wende – Roman | Ludwig Turek | | |
| 047 | 1959 | Das Anekdotenbuch – Anekdoten | F. C. Weiskopf | Werner Ruhner | [ 4 ] |
| 048 | 1959 | Die Eine-Million-Pfund-Note – Erzählungen | Mark Twain | Rolf F. Müller | Nachwort: Günter Klotz |
| 049/050                                                                                                  | 1959 | Der Hirt von Rauhweiler – Roman | Adam Scharrer | | |
| 051 | 1959 | Die Zeit der Gemeinsamkeit – Erzählungen | Stephan Hermlin | | |
| 052 | 1959 | Atomstation – Roman | Halldór Laxness | Adam Kurtz | aus dem Isländischen von Ernst Harthern |
| 053 | 1959 | Die Nacht von Béthineville – Erzählungen | Friedrich Wolf | | |
| 054/055                                                                                                  | 1959 | Der Wundertäter – Roman | Erwin Strittmatter | | |
| 056 | 1959 | Mädchenliebe – Roman | Marie Majerová | | aus dem Tschechischen von Anna Wagenknecht |
| 057 | 1959 | Das Leben beginnt – Erzählung | Kurt und Jeanne Stern | | |
| 058/059                                                                                                  | 1959 | Dornige Blume – Roman | Jean-Pierre Chabrol | | aus dem Französischen von Gerhard Lazarus |
| 060 | 1959 | Reise in einem blauen Schwan – Erzählungen | Bodo Uhse | | |
| 061 |      | Der Fall Dr. Wagner – Erzählung | Jan Petersen | | |
| 062 | 1960 | Italienische Märchen – Erzählungen | Maxim Gorki | | aus dem Russischen von Alexander Stein und Erich Böhme |
| 063/064                                                                                                  | 1960 | Die Wendemarke – Roman | Wolfgang Joho | Horst Bartsch | |
| 065/066                                                                                                  | 1960 | Aus dem Erdenstaub – Roman | Lars Lawrence | | aus dem Amerikanischen von Horst Höckendorf |
| 067 | 1960 | Westland-Saga – Novelle | Arnold Zweig | Eva Johanna Rubin | [ 10 ] |
| 068 | 1960 | Fronten – Roman | Franz Fühmann | | |
| 069/070                                                                                                  | 1960 | Frühlingsstürme – Zwei Skizzen | Walentin Owetschkin | | |
| 071 | 1960 | Humoristische Skizzen aus dem deutschen Handelsleben | Georg Weerth | | |
| 072/073                                                                                                  | 1960 | Simone – Roman | Lion Feuchtwanger | | |
| 074 | 1960 | Die Gronauer Akte – Roman | Alfred Kurella | | |
| 075/076                                                                                                  | 1960 | Die Reliquie – Roman | José Maria Eça de Queiroz | | aus dem Portugiesischen von Richard A. Bermann |
| 077 | 1960 | Nanu, wer schießt denn da? – Geschichten | Lothar Kusche | | |
| 078 | 1960 | Das Brot der Sünde – Novellen | Guy de Maupassant | | aus dem Französischen von Helmut Bartuschek |
| 079/080                                                                                                  | 1960 | Vaterlandslose Gesellen – Roman | Adam Scharrer | | |
| 081/082                                                                                                  | 1960 | Die Geschwister Oppermann – Roman | Lion Feuchtwanger | Rudolf Grapentin | [ 11 ] |
| 083 | 1960 | Das Verschwinden des Schauspielers Benda – Geschichten | Karel Čapek | | aus dem Tschechischen von Grete Ebner-Eschenhaym |
| 084 | 1960 | Elisabeth – Roman | Margarete Neumann | | |
| 085/086                                                                                                  | 1960 | Menschenblut ist kein Wasser – Roman | Michailo Stelmach | | aus dem Russischen von Juri Elperin |
| 087 | 1960 | Anders ist der Tag – Gedichte | Johannes R. Becher | | |
| 088 | 1960 | Fata Morgana | Michailo Kozjubinskij | | aus dem Russischen von Friedrich Schwarz |
| 089/090                                                                                                  | 1960 | Nackt unter Wölfen – Roman | Bruno Apitz | Ernest G. Reuter | |
| 091 | 1960 | Das unpopuläre Volk – Roman | Alain Prévost | | aus dem Französischen von Gerhard Lazarus |
| 092/093                                                                                                  | 1960 | Die Hochzeit von Länneken – Roman | Herbert Nachbar | | |
| 094 | 1960 | Chadshi Murat – Erzählung | Leo Tolstoi | | aus dem Russischen von August Scholz |
| 095 | 1961 | Professor Unrat – Roman | Heinrich Mann | 3. Auflage 1980 Peter Muzeniek / Gerhard Kruschel                                                                        | 1975/2. (neue Optik) |
| 096 | 1961 | Nachmittag im Dschungel – Erzählungen | Albert Maltz | | |
| 097 | 1961 | Stine – Erzählungen | Theodor Fontane | | |
| 098 | 1961 | Abenteurer des Schienenstranges – Roman | Jack London | | aus dem Amerikanischen von Erwin Magnus |
| 099/100                                                                                                  | 1961 | Hundert Gedichte – Gedichte | Bertolt Brecht | 3. Auflage 1966 Erich Rohde                                                                                              | |
| 101 | 1961 | Feuer am Suvastrand – Geschichten | Walter Kaufmann | | |
| 102 | 1961 | Der Spatz auf der Schallplatte | Ludvík Aškenazy | | aus dem Tschechischen von Eliška Glaserová |
| 103 | 1961 | Wie ich erfuhr, dass Redl ein Spion war – Reportagen | Egon Erwin Kisch | | |
| 104 | 1961 | Wolfram für die Yankees – Roman | César Vallejo | | aus dem Spanischen von Lieselotte Kolanoske |
| 105 | 1961 | Sonne in der Mitternacht – Erzählung | Karl Mundstock | Ernest G. Reuter | [ 13 ] |
| 106 | 1961 | Der brave Soldat Schwejk holt Meßwein – Kurzgeschichten | Jaroslav Hašek | | Übers. von Günther Jarosch u. Rudolf Toman |
| 107/108                                                                                                  | 1961 | Die Räuberbande – Roman | Leonhard Frank | Eva Johanna Rubin; 2. Auflage 1986 Brigitte Ullmann / Mathias Rohde                                                      | 1986/2. (neue Optik) |
| 109 | 1961 | Die Herrin des Kupferberges – Märchen und Sagen | Pawel Baschow | | aus dem Russischen von Margarete Spady |
| 110 | 1961 | Im Schloß – Roman | Theodor Storm | Ernest G. Reuter | Peter Goldammer, Nachbemerkung |
| 111 | 1961 | Der Verfolger: Die Niederschrift des Daniel Brendel – Roman | Günther Weisenborn | Karl Fischer 1972/2. Erhard Grüttner / Erich Rohde                                                                       | [ 16 ] |
| 112 | 1961 | Die betrügerische Heirat – Novellen | Miguel de Cervantes Saavedra | | aus dem Spanischen von Gerda von Uslar |
| 113 | 1961 | Yvonne Erzählung | Jan Petersen | | |
| 114/115                                                                                                  | 1962 | Die größere Liebe Roman | Hans-Jürgen Steinmann | | |
| 116 | 1962 | Der letzte Zoll – Erzählungen | James Aldridge | | aus dem Englischen von N. O. Scarpi und Walter Georgi |
| 117 | 1962 | Peter Schlemihls wundersame Geschichte | Albert Chamisso | Klaus Ensikat | [ 17 ] |
| 118 | 1962 | Immer wieder dieses Theater – Geschichten und Feuilletons | Lothar Kusche | | |
| 119 | 1962 | Die gewaltigen Abenteuer des Tartarin von Tarascon | Alphonse Daudet | Horst Bartsch | aus dem Französischen von Alice und Hans Seiffert |
| 120 | 1962 | Die Märchen des Steinklopfers – Erzählungen | Ludwig Anzengruber | | |
| 121 | 1962 | Petersburger Erzählungen – Erzählungen | Nikolai Gogol | | aus dem Russischen von Korfiz Holm |
| 122 | 1962 | Frau Jenny Treibel – Roman | Theodor Fontane | Bernhard Nast | |
| 123/124                                                                                                  | 1962 | Junge Frau von 1914 – Roman | Arnold Zweig | | |
| 125 | 1962 | Weggenossen – Roman | Wera Panowa | | aus dem Russischen von Veronica Ensslen |
| 126 | 1962 | Reisebilder | Heinrich Heine | | |
| 127 | 1962 | Jeanne Peyrouton – Roman | Wolfgang Joho | | |
| neuere Form mit durch Strich oder bildlich abgetrenntem oberen Bereich, „bb“ weiß auf schwarzem Rechteck |      | | | | |
| 128 | 1962 | Liebesabenteuer und andere wunderliche Begebenheiten – Novellen aus dem Dekameron | Giovanni Boccaccio | Werner Klemke; altes Design                                                                                              | aus dem Italienischen von Ruth Macchi |
| 129/130                                                                                                  | 1962 | Die den Wind säen – Roman | Martha Dodd | | aus dem Amerikanischen von Ulla Hengst |
| 131 | 1963 | Taras Bulba – Erzählung | Nikolai Gogol | | aus dem Russischen von Ruth Fritze-Hanschmann |
| 132 | 1963 | Die Himmelfahrt der Galgentoni – Reportagen | Egon Erwin Kisch | Werner Klemke | [ 18 ] |
| 133 | 1963 | Kriminalstories | Edgar Allan Poe | Horst Bartsch; altes Design                                                                                              | aus dem Amerikanischen von Felix Friedrich |
| 134 | 1963 | Dubrowski – Erzählung | Alexander Puschkin | Werner Ruhner | aus dem Russischen von Michael Pfeiffer |
| 135 | 1963 | Sonntagsträumerei in der Alameda – Erzählung | Bodo Uhse | | |
| 136 | 1963 | Der Schimmelreiter – Novelle | Theodor Storm | | |
| 137/138                                                                                                  | 1963 | Geschichten aus neuen Ländern | Jan Petersen | | |
| 139 | 1964 | Die Haut von Paris – Geschichten | Paul Wiens | | |
| 140 | 1964 | Merkt ihr nischt? | Kurt Tucholsky | | [ 19 ] |
| 141 | 1964 | Erzählungen Belkins – Erzählungen | Alexander Puschkin | | aus dem Russischen von Michael Pfeiffer |
| 142 | 1964 | Das Geheimnis von Loch Ness – Erzählungen | Günther Klotz | Armin Zoll | [ 20 ] |
| 143 | 1964 | Die Heirat des Franziskaners – Alte französische Liebesgeschichten | | 2. Auflage 1978: Einbandgestaltung Gerhard Bunke / Erich Rohde unter Verwendung von Bildmotiven nach Stichen des 15. Jh. | aus dem Französischen von Werner Bahner, 1978/2., altes Logo |
| 144 | 1964 | Quer durch England in anderthalb Stunden – Feuilletons | Lothar Kusche und Elizabeth Shaw | Elizabeth Shaw | 1965/2. 1967/3. |
| 145/146                                                                                                  | 1964 | Der Tunnel – Roman | Bernhard Kellermann | 2. Auflage Susanne Kröber / Gerhard Kruschel                                                                             | 1972/2. 1979/3. |
| 147 | 1964 | Indische Tage – Erzählung | Maximilian Scheer | Gerhard Kruschel unter Verwendung von Photos von Carl Velhagen                                                           | [ 23 ] |
| 148 | 1964 | Das Mädchen Sanfte Wolke – Erzählungen | Eduard Claudius | | |
| 149 | 1964 | Italienische Reisebilder | Heinrich Heine | | |
| 150 | 1965 | Eine Nacht mit sieben Frauen – Feuilletons | Lothar Kusche | | |
| 151 | 1965 | Das Mädchen von Fanö | Günther Weisenborn | | (alte Optik) |
| 152 | 1965 | Erzählungen aus dem Süden – Erzählungen | Konstantin Simonow | Nuria Quevedo-Mund; altes Design                                                                                         | aus dem Russischen von Dieter Pommerenke |
| 153 | 1965 | Zur Chronik von Grieshuus – Erzählungen | Theodor Storm | Waluscha Friedrich; altes Design                                                                                         | |
| 154 | 1966 | Rheinsberg | Kurt Tucholsky | | |
| 155 | 1965 | In jedem Schubfach eine Leiche – Reportagen | Egon Erwin Kisch | | |
| 156 | 1965 | Die Blumen von Hiroshima – Roman | Edita Morris | Karl-Heinz Schmidt; altes Design                                                                                         | aus dem Amerikanischen von Sophie Angermann |
| 157 | 1966 | Schloß Gripsholm – Roman | Kurt Tucholsky | Gisela Müller / Erich Rohde                                                                                              | [ 24 ] |
| 158 | 1966 | Männer ohne Frauen – Stories | Ernest Hemingway | Peter Nagengast | aus dem Amerikanischen von Annemarie Horschitz-Horst |
| 159 | 1966 | Die Geschwister – Stories | Brigitte Reimann | Horst Bartsch / Erich Rohde; altes Design                                                                                | |
| 160 | 1966 | Trunkener Sommer | Hamza Humo | Erika Schöneberg | aus dem Serbokroatischen von Manfred Jähnichen |
| 161 | 1966 | Warnung vor Selbstschüssen Gedichte | Erich Kästner | | |
| 162 | 1966 | Lieben Sie Brahms? – Roman | Françoise Sagan | Ingrid Schuppan | aus dem Französischen von Helga Treichl |
| 163 | 1966 | Weihrauch und Pumpernickel – Ein westfälisches Sittenbild | Otto Jägersberg | | |
| 164 | 1966 | Ole Bienkopp Roman | Erwin Strittmatter | | |
| 165 | 1966 | Die Saat von Hiroshima | Edita Morris | | aus dem Amerikanischen von Sophie Angermann |
| 166 | 1966 | Der hinkende Fürst Roman | Alexei Tolstoi | Peter Nagengast / Erich Rohde                                                                                            | aus dem Russischen von Ruth Elisabeth Riedt |
| 167 | 1966 | Andrea Delfin Roman | Paul Heyse | Wolfgang Spuler / Erich Rohde                                                                                            | [ 27 ] |
| 168 | 1966 | Lady L. Roman | Romain Gary | Karl-Heinz Appelmann | aus dem Französischen von Gert Woerner |
| 169 | 1966 | Der Hund von Baskerville Kriminalroman | Arthur Conan Doyle | | aus dem Englischen von Heinz Kotthaus |
| 170 | 1966 | Die Zitadelle Roman | Archibald Joseph Cronin | Wolfgang Brock / Erich Rohde                                                                                             | aus dem Englischen von Richard Hoffmann |
| 171 | 1967 | Malataverne Roman | Bernard Clavel | Peter Nagengast / Erich Rohde                                                                                            | aus dem Französischen von Ullrich Friedrich Müller |
| 172 | 1967 | Die Bettlerin von Point des Arts Novelle | Wilhelm Hauff | | |
| 173 | 1967 | Don Giovanni in Sizilien Roman | Vitaliano Brancati | | aus dem Italienischen von Hans Hinterhäuser |
| 174 | 1967 | Menschliche Tragödie Roman | William Saroyan | Peter Nagengast / Erich Rohde                                                                                            | aus dem Amerikanischen von Justinian Frisch |
| 175 | 1967 | Das bayrische Dekameron | Oskar Maria Graf | Marianne Schäfer / Erich Rohde                                                                                           | 2. Auflage 1979 1984/3. |
| 176 | 1967 | Guten Morgen, Fröhlichkeit und andere Geschichten | Renate Holland-Moritz, Lothar Kusche | | |
| 177 | 1967 | Der Bananenkrieg Roman | K. H. Poppe | | |
| 178 | 1967 | Drogen und Dollars Roman | Jay Deiss | | aus dem Amerikanischen von Alice Wagner |
| 179 | 1967 | Leben und Werk des Komponisten Foltyn Erzählung | Karel Čapek | Otto Schack / Gerhard Kruschel                                                                                           | aus dem Tschechischen von Grete Ebner-Eschenhaym |
| 180 | 1967 | Wie die Sonne zerbrach Erzählungen | Mykolas Sluckis | Heinz Handschick / Erich Rohde                                                                                           | von Irene Brewing / Charlotte Kossuth / Herbert Wotte |
| 181 | 1967 | Aal in Curry Erzählungen | Arthur Omre | Günther Lerch / Erich Rohde                                                                                              | aus dem Norwegischen von Alexander Grossmann |
| 182 | 1967 | Das Durchgangszimmer – Erzählung | Renate Holland-Moritz | | |
| 183 | 1967 | Kein Wodka für den Staatsanwalt Feuilletons | Lothar Kusche | Klaus Vonderwerth / Erich Rohde                                                                                          | |
| 184 | 1968 | Wer die Nachtigall stört Roman | Harper Lee | Peter Mendau | aus dem Amerikanischen von Claire Malognon |
| 185 | 1968 | Brennpunkt Roman | Arthur Miller | Peter Nagengast / Gerhard Kruschel                                                                                       | aus dem Amerikanischen von Doris Brehm |
| 186 | 1986 | Bekenntnisse des Hochstaplers Felix Krull Roman | Thomas Mann | Werner Klemke / Gerhard Kruschel                                                                                         | [ 33 ] |
| 187 | 1968 | Caballero in geborgtem Frack Roman | Jorge Icaza | Otto Schack / Erich Rohde                                                                                                | aus dem Spanischen Horst Teweleit |
| 188 | 1968 | Die Aula Roman | Hermann Kant | Rudolf Grüttner / Erich Rohde                                                                                            | |
| 189 | 1968 | Karrieren Novelle | Robert Neumann | Reiner Schwalme / Erich Rohde                                                                                            | [ 35 ] |
| 190 | 1968 | Das Gerücht Novelle | Jiří Fried | | aus dem Tschechischen von Gustav Just |
| 191 | 1968 | Alibi Kriminalroman | Agatha Christie | | aus dem Englischen von Friedrich Pütsch |
| 192 | 1968 | Die Ungeliebte Novellen | Adolf Rudnicki | | aus dem Polnischen von Christa Schubert-Consbruch u. a. |
| 193 | 1968 | „Wir brauchen Dich“ Reportagen | H. Günter Wallraff | Otto Kummert / Erich Rohde                                                                                               | mit einem Nachwort von Christian Geissler |
| 194 | 1968 | Auf einer Straße – Zehn Geschichten | | Gerhard Kruschel | |
| 195 | 1968 | Saison für Lyrik – Neue Gedichte von siebzehn Autoren | versch. | Gerhard Kruschel | |
| 196 | 1969 | Ein bißchen Südsee Geschichten | Hermann Kant | Erhard Grüttner / Gerhard Kruschel                                                                                       | 1977/2., 1983/3. |
| 197 | 1969 | Schulzenhofer Kramkalender Geschichten | Erwin Strittmatter | | |
| 198 | 1969 | Jenseits Roman | John Galsworthy | Irmhild und Hilmar Proft                                                                                                 | aus dem Englischen von Franz Eckstein |
| 199 | 1969 | Das Schweigen des Meeres Erzählungen | Vercors | Goltzsche / Rohde | aus dem Französischen von Kurt Stern |
| 200 | 1969 | Sechs Nachtwächter auf einem Karussell Erzählungen aus der Türkei | Sabahattin Ali; Kemal Tahir; Kemal Bilbaschar; Aziz Nesin; Yaschar Kemal; Fakir Baykurt; Haldun Taner | Schwalme / Kruschel | aus dem Türkischen von Heinz Anstock; Wilfrid Brands; Sepp Finger; Herbert Melzig; S. Türkis Noyan und Max Meinecke; Hans Salzner                                                               |
| 201 | 1969 | Tage Erzählungen | Franz Fühmann | | |
| 202 | 1969 | Kein Spielraum Kriminalroman | Ed Lacy | | Aus d. Amerik. von Tony Westermayr |
| 203 | 1969 | Vorhang auf Geschichten | Fritz Erpenbeck | Peter Mendau / Erich Rohde                                                                                               | |
| 204 | 1969 | Der Tod liebt die Poesie Kriminalroman | Jan Klíma | Rudolf Grüttner / Erich Rohde                                                                                            | aus dem Tschechischen von Gustav Just |
| 205 | 1969 | Die Kraft der Schwachen Erzählungen | Anna Seghers | | |
| 206 | 1969 | Und die Uhr geht weiter Roman | Jonas Mikelinskas | Reiner Schwalme / Erich Rohde                                                                                            | aus dem Russischen von Lieselotte Remané |
| 207 | 1969 | Abends nach dem Regen Moderne sowjetische Erzählungen Maja Ganina: Warum wurden die Kastanien gefällt?; Jewgeni Snegirjow: Schenk mir drei Söhne; Wassili Below: Flußwindungen; Wiktor Lichonossow: Tschaldoninnen; Wassili Schukschin: Stjopka; Irina Grekowa: Ein Sommer in der Stadt; Georgi Semjonow: Abends nach dem Regen | Autorenkollektiv Hrsg. Margit Bräuer | Erhard Grüttner / Gerhard Kruschel                                                                                       | aus dem Russischen von Wolfgang Köppe, Melitina Orlowa, Wilhelm Plackmeyer, Liselotte Remané, Brigitta Schröder                                                                                 |
| 208 | 1970 | Grammatik der Liebe Erzählungen | Iwan Bunin | Peter Mendau / Gerhard Kruschel                                                                                          | aus dem Russischen von Georg Schwarz |
| 209 | 1970 | Heroin AG Kriminalroman | Frank Arnau | Heinz Hellmis | |
| 210 | 1970 | Der Mann mit roten Weste Anekdoten | Roda Roda | Albert Weißgerber / Gerhard Kruschel                                                                                     | |
| 211 | 1970 | Die Fichte, die gelacht hat Erzählung | Justinas Marcinkevičius | Egbert Herfurth / Gerhard Kruschel                                                                                       | aus dem Russischen von Ingeborg Schröder |
| 212 | 1970 | Pierre und Luce Erzählung | Romain Rolland | 2. Auflage 1980 Rolf Xago Schröder / Gerhard Kruschel                                                                    | aus dem Französischen von Hans Balzer |
| 213 | 1970 | Die gefiederte Schlange Kriminalroman | Edgar Wallace | Günter Lerch / Gerhard Kruschel                                                                                          | aus dem Englischen von Ravi Ravendro |
| 214 | 1970 | Zyankali gegen den Generalstab Reportagen | Egon Erwin Kisch | Erhard Grüttner / Gerhard Kruschel                                                                                       | |
| 215 | 1970 | Das Klassentreffen Geschichte | Wolfgang Joho | | |
| 216 | 1970 | Die Abenteuer des Werner Holt Roman | Dieter Noll | | |
| 217 | 1970 | Zeit der Störche Erzählung | Herbert Otto | Ingrid Schuppan / Gerhard Kruschel                                                                                       | 1973/3., 1980/4. |
| 218 | 1971 | Treffpunkt Samarra Roman | John O’Hara | | aus dem Amerikanischen von Karin von Schab |
| 219 | 1970 | Stromauf nach Santhiaba Roman | Ousmane Sembène | Jens Prockat / Erich Rohde                                                                                               | aus dem Französischen von Werner von Grünau |
| 220 | 1970 | Das zehnte Jahr des Schiffes Roman | Norman Lewis | | aus dem Englischen von Erika Gröger |
| 221 | 1970 | Der große Mann Roman einer Karriere | Emil Kolozsvári Grandpierre | Rudolf Grüttner / Gerhard Kruschel                                                                                       | aus dem Ungarischen von Jörg Buschmann |
| 222 | 1971 | Nana Roman | Émile Zola | | aus dem Französischen von Gerhard Krüger |
| 223 | 1971 | Die Hauptmannstochter Roman | Alexander Puschkin | Peter Mendau / Erich Rohde – Selbstporträt auf dem Revers                                                                | aus dem Russischen von Arthur Luther |
| 224 | 1971 | Der Landvogt von Greifensee Novelle | Gottfried Keller | | |
| 225 | 1971 | Im Schlaraffenland Ein Roman unter feinen Leuten | Heinrich Mann | | 1990/2. |
| 226 | 1971 | Der Mann mit dem höheren Trumpf Geschichten | O. Henry | | aus dem Amerikanischen von Christine Hoeppener |
| 227 | 1971 | Ein vernunftbegabtes Tier Roman | Robert Merle | | aus dem Französischen von Eduard Zak |
| 228 | 1971 | Das Gemeindekind Roman | Marie von Ebner-Eschenbach | Peter Nagengast / Gerhard Kruschel                                                                                       | |
| 229 | 1971 | Überall ist Wunderland Gedichte | Joachim Ringelnatz | Ingrid Schuppan / Gerhard Kruschel                                                                                       | |
| 230 | 1971 | Es war ein König in Thule Balladen | | Karl-Georg Hirsch / Gerhard Kruschel                                                                                     | |
| 231 | 1971 | Ungeduld des Herzens Roman | Stefan Zweig | Jens Prockat / Gerhard Kruschel                                                                                          | |
| 232 | 1971 | Frühlingssonate Erzählungen | Willi Bredel | Heinz Hellmis / Erich Rohde                                                                                              | |
| 233 | 1971 | Die zweideutige Weissagung Anekdoten | Herodot | | aus dem Griechischen von Theodor Braun; bearbeitet von Hannelore Barth; Auswahl von Konrad Paul und Wolfgang Ritschel                                                                           |
| 234 | 1971 | Ein Leben Roman | Guy de Maupassant | | aus dem Französischen von Ingeborg Havemann-Harnack |
| 235 | 1971 | Mord am Vormittag Kriminalroman | Dmitri Tarassenkow | Kurt Tuma / Erich Rohde                                                                                                  | aus dem Russischen von Heinz Kübart |
| 236 | 1971 | Marcel – Eine Kindheit in der Provence Roman | Marcel Pagnol | | aus dem Französischen von Pamela Wedekind |
| 237 | 1971 | Ein Vogel wie du und ich Geschichten | Renate Holland-Moritz / Lothar Kusche | 2. Auflage Klaus Vonderwerth / Erich Rohde                                                                               | 1972/2. |
| 238 | 1971 | Das Paar Geschichten | Autoren: Seghers, Strittmatter, de Bruyn, Knobloch, Pitschmann, Fries, Neutsch, Wogatzki, Bräunig, Kirsch, Laabs, Manfred Jendryschik, Schütz | Jens Prockat / Erich Rohde                                                                                               | [ 45 ] |
| 239 | 1972 | Der Vampir Erzählung | Alexei Tolstoi | Hans Ticha / Erich Rohde                                                                                                 | aus dem Russischen von Werner Creutziger |
| 240 | 1971 | Jeanette Roman | Martin Andersen Nexö | Roswitha Grüttner / Erich Rohde                                                                                          | aus dem Dänischen von Karl Schodder |
| 241 | 1972 | Mord braucht Reklame Kriminalroman | Dorothy L. Sayers | Klaus Ensikat / Erich Rohde                                                                                              | aus dem Englischen von Martin Esslin |
| 242 | 1972 | Der goldene Schlüssel Märchen | Jacob und Wilhelm Grimm | Renate Göritz / Erich Rohde                                                                                              | [ 46 ] |
| 243 | 1972 | Irrungen, Wirrungen Roman | Theodor Fontane | Peter Mendau / Erich Rohde                                                                                               | |
| 244 | 1972 | Beiträge zum Tugendpfad Feuilletons | Heinz Knobloch | Wolfgang Würfel / Erich Rohde                                                                                            | [ 47 ] |
| 245 | 1972 | Kleiner Mann – was nun? Roman | Hans Fallada | | |
| 246 | 1972 | Königliche Hoheit Roman | Thomas Mann | | |
| 247 | 1972 | Natterngezücht Roman | François Mauriac | Roger Servias / Erich Rohde                                                                                              | aus dem Französischen von Franz Schmal |
| 248 | 1972 | Meine Kindheit und Jugend Autobiographie | Ludwig Renn | | |
| 249 | 1972 | Die Zigarre des Attentäters Erzählungen | F.C. Weiskopf | | |
| 250 | 1972 | Lebensfahrt Gedichte | Heinrich Heine | Karl Georg Hirsch / Erich Rohde                                                                                          | |
| 251 | 1972 | Furchen der Zeit Geschichten | Arnold Zweig | Werner Ruhner / Erich Rohde                                                                                              | |
| 252 | 1972 | Eine Ohrfeige und noch viele andere Geschichten | Viktoras Miliūnas | Hans Ticha / Gerhard Kruschel                                                                                            | aus dem Russischen von Wilhelm Plackmeyer und Charlotte Kossuth |
| 253 | 1972 | Die Kastanie Roman | Wolfgang Joho | | |
| 254 | 1972 | Die Sturmhöhe Roman | Emily Brontë | | aus dem Englischen von Grete Rambach |
| 255 | 1972 | Der Strudel Roman | José Eustasio Rivera | Peter Nagengast / Gerhard Kruschel                                                                                       | aus dem Spanischen von G.H. Neuendorff |
| 256 | 1972 | Das Wirtshaus im Spessart Märchen | Wilhelm Hauff | Klaus Ensikat / Erich Rohde                                                                                              | 2. Auflage 1976 |
| 257 | 1972 | Das Korallenpferd Erzählungen | Onelio Jorge Cardoso | Bettina Weise / Erich Rohde                                                                                              | aus dem Spanischen von Lieselotte Busse, Christel Dobenecker, Roland Erb, Lene Klein und Wilhelm Plackmeyer                                                                                     |
| 258 | 1972 | Ein Diamant, so groß wie das Ritz Erzählungen | Francis Scott Fitzgerald | Klaus Ensikat / Erich Rohde                                                                                              | Auswahl: Karl-Heinz Schönfelder; aus dem Amerikanischen von Elga Abramowitz und Walter Schürenberg                                                                                              |
| 259 | 1972 | Sonntag unter Leuten Geschichten | Joachim Nowotny | Wolfgang Spuler / Gerhard Kruschel                                                                                       | [ 54 ] |
| 260 | 1972 | Reise um die Erde in 80 Tagen Roman | Jules Verne | Heinz Ebel / Gerhard Kruschel                                                                                            | [ 55 ] |
| 261 | 1973 | Geschichten aus Mexiko Erzählungen | Anna Seghers | Frank Ruddigkeit / Gerhard Kruschel                                                                                      | [ 56 ] |
| 262 | 1973 | Lausbubengeschichten. Tante Frieda Geschichten | Ludwig Thoma | | |
| 263 | 1973 | Die Schwiegertochter Erzählungen | Julija Žemaitė | Renate Totzke-Israel / Gerhard Kruschel                                                                                  | aus dem Russischen von Anneliese Globig, Marlene Milack und Wilhelm Plackmayer |
| 264 | 1973 | Ihre Sache, Madame Erzählungen | Ulrich Becher | Hans Ticha / Erich Rohde                                                                                                 | |
| 265 | 1973 | Eine Pyramide für mich Roman | Karl-Heinz Jakobs | Ingrid Schoppan / Gerhard Kruschel                                                                                       | |
| 266 | 1973 | Zum Beispiel Josef Roman | Herbert Otto | | |
| 267 | 1973 | Zwei an der Grenze Roman | Friedrich Wolf | Dieter Müller / Gerhard Kruschel                                                                                         | |
| 268 | 1973 | Mathilde Roman | Leonhard Frank | | |
| 269 | 1973 | Das Buch vom Gaucho Sombra Roman | Ricardo Güiraldes | Hans Ticha / Gerhard Kruschel                                                                                            | aus dem Spanischen von H. Ollerich |
| 270 | 1973 | Kindheitstage Erzählung | Taha Hussein | Heinz Eibel / Gerhard Kruschel                                                                                           | aus dem Arabischen von Marianne Lapper |
| 271 | 1973 | Guadalupe Roman | Gudrun Pausewang | Bettina Weise / Erich Rohde                                                                                              | |
| 272 | 1973 | Pause für Wanzka oder Reise nach Descansar Roman | Alfred Wellm | Günther Lück / Erich Rohde                                                                                               | |
| 273 | 1973 | Die Lichter von Rom Erzählungen | Alberto Moravia | | |
| 274 | 1973 | Weißer Bim Schwarzohr Roman | Gawriil Trojepolski | Gerhard Rappus / Gerhard Kruschel                                                                                        | aus dem Russischen von Wilhelm Plackmeyer |
| 275 | 1973 | Die schwarze Spinne Erzählung | Jeremias Gotthelf | | |
| 276 | 1974 | Überfahrt Geschichte | Anna Seghers | Heinz Hellmis / Erich Rohde                                                                                              | [ 57 ] |
| 277 | 1973 | Eugénie Grandet Roman | Honoré de Balzac | Waltraut Servais / Erich Rohde                                                                                           | aus dem Französischen von Alice und Hans Seifert |
| 278 | 1973 | Die Liebenden von Verona Novelle | Jaroslaw Iwaszkiewicz | Roswitha Grüttner / Erich Rohde                                                                                          | aus dem Polnischen von Caesar Rymarowicz |
| 279 | 1973 | Die Leute aus dem Walde, ihre Sterne, Wege und Schicksale Roman | Wilhelm Raabe | Isolde Roßner / Gerhard Kruschel                                                                                         | [ 60 ] |
| 280 | 1973 | Die Kehrseite des Dollars Kriminalroman | Ross Macdonald | | aus dem Amerikanischen von Guenter Eichel |
| 281 | 1973 | Der goldne Topf \|Märchen | E. T. A. Hoffmann | | |
| 282 | 1973 | Fünf Millionen Tauben Geschichten | | Erhard Grüttner / Gerhard Kruschel                                                                                       | |
| 283 | 1973 | Wochentage – Dreizehn Geschichten | Autoren: Volker Braun, Rosita Ionescu, Bernd Jentzsch, Wolfgang Müller, Siegfried Pitschmann, Axel Schulze, Erwin Strittmatter, Martin Stade, Margarete Neumann, Martin Stephan, Helmut Bez, Joachim Nowotny | Peter Muzeniek / Gerhard Kruschel                                                                                        | [ 61 ] |
| 284 | 1973 | Greife wacker nach der Sünde Hundert Gedichte | Frank Wedekind | Heinz Ebel / Gerhard Kruschel                                                                                            | ausgewählt von Antonie Günther und Brigitte Struzyk |
| 285 | 1973 | Jugend der Welt Erzählungen aus fünf Kontinenten | Wladimir Amlinski, Samaresa Basu, Volker Braun, Timothy Callender, Krishan Shandar, Shelagh Delaney, Dimitar Gulew, Dorothy Hewett, Jewgeni Jewtuschenko, Samim Kocagöz, René Marques, Abu l' Ma' ati Abu an-Naga, Ana María Matute, Robert Merle, György Moldova, Alberto Moravia, Willard Motley, Grace A. Ogot, Lisandro Otero, Simion Pop, Augusto Roa Bastos, Efua Theodora Sutherland, Vincent Šikula, Nguyȇn Thi, Halifa al-Tikbali, Thomas Valentin, Anna Wahlgren-Feldt, Leon Wantula | Waltraud Servais / Gerhard Kruschel                                                                                      | [ 63 ] |
| 286 | 1973 | Die Äbtissin von Castro Italienische Chroniken | Stendhal | Wolfgang Spuler / Gerhard Kruschel                                                                                       | aus dem Französischen von Fritz Herrmann und Elisabeth Schneider |
| 287 | 1973 | Silbermond und Kupfermünze Roman | William Somerset Maugham | Bettina Weise | |
| 288 | 1974 | Das goldene Vlies Sagen | Gustav Schwab | Klaus Ensikat/Erich Rohde                                                                                                | |
| 289 | 1974 | Unsere Straße, Eine Chronik, geschrieben im Herzen des faschistischen Deutschlands 1933/34 Roman | Jan Petersen | Siegrid Huß / Erich Rohde                                                                                                | |
| 290 | 1974 | Doña Perfecta Roman | Benito Pérez Galdós | Bettina Weise / Erich Rohde                                                                                              | aus dem Spanischen von Egon Hartmann |
| 291 | 1974 | Rückkehr aus großer Entfernung Roman | Egon Günther | | |
| 292 | 1974 | Die Sirene Roman | Marie Majerová | Renate Totzke-Israel / Erich Rohde                                                                                       | aus dem Tschechischen von Jana Nowakova |
| 293 | 1974 | Die gestohlene Insel . Eine Robinsonade Erzählung | Herbert Nachbar | Sabine Nachbar | [ 66 ] |
| 294 | 1974 | Männer mit Frauen Erzählungen | Siegfried Pitschmann | Ingrid Schuppan/Erich Rohde                                                                                              | 2. Auflage 1978 |
| 295 | 1974 | Größtenteils schimpflich Geschichten | Oskar Maria Graf | Renate Totzke-Israel / Erich Rohde                                                                                       | [ 67 ] |
| 296 | 1974 | Maigret erlebt eine Niederlage / Maigret hat Angst Kriminalroman | Georges Simenon | Erhard Grüttner / Erich Rohde                                                                                            | aus dem Französischen von Isolde Kolbenhoff; und von Hansjürgen Wille und Barbara Klau |
| 297 | 1974 | Die Tatarin Erzählungen | Oscar Walter Cisek | Waltraud Servais/Erich Rohde                                                                                             | |
| 298 | 1974 | Vierundzwanzig Stunden aus dem Leben einer Frau Novellen | Arnold Zweig | | |
| 299 | 1974 | Das Gespenst und andere Spukgeschichten Geschichten | Wladimir Odojewski | | |
| 300 | 1974 | Stellenweise Glatteis Roman | Max von der Grün | | |
| 301 | 1974 | Neue Reportagen, Untersuchungen und Lehrbeispiele Reportagen | Günter Wallraff | Heinz Hellmis / Gerhard Kruschel                                                                                         | [ 69 ] |
| 302 | 1974 | Ein Fischer saß im Kahne Die schönsten deutschen Balladen des 19. Jahrhunderts | Herbert Greiner-Mai und Wulf Kirsten (Hrsg.) | Renate Totzke-Israel/Erich Rohde                                                                                         | [ 70 ] |
| 303 | 1974 | Knulp . Kurgast Geschichten | Hermann Hesse | | |
| 304 | 1974 | Hotel Amerika Roman | Maria Leitner | Wolfgang Kenkel/Erich Rohde                                                                                              | |
| 305 | 1974 | Die Fremde Roman | Maria Kuncewiczowa | Gerhard Rappus / Erich Rohde                                                                                             | aus dem Polnischen von Roswitha Buschmann |
| 306 | 1974 | Detektiv in Boxerhosen Kriminalroman | Peter Lovesey | | |
| 307 | 1974 | Den Teufel im Leib Geschichte | Raymond Radiguet | Ill. Erich Rohde / Emil Nolde „Im Zitronengarten“; s/w Zeichnung auf Rücken von Jean Cocteau                             | |
| 308 | 1974 | Das Recht der Wahl Roman | Michail Kolesnikow | Isolde Roßner/Erich Rohde                                                                                                | aus dem Russischen von Wilhelm Plackmeyer |
| 309 | 1974 | Die englische Spanierin Erzählungen | Miguel de Cervantes Saavedra | Ingrid Schuppan / Gerhard Kruschel                                                                                       | aus dem Spanischen von Konrad Thorer unter Benutzung älterer Übertragungen |
| 310 | 1974 | Also nein, diese Ungarn Glossen | Siegfried Brachfeld und Sándor Novobáczky | Elisabeth Buchholz / Gerhard Kruschel                                                                                    | |
| 311 | 1975 | Jakob der Lügner Roman | Jurek Becker | Dagmar Lass / Gerhard Kruschel                                                                                           | [ 72 ] |
| 312 | 1975 | Der grüne Salon Roman | Margarete Neumann | Gerhard Bunke / Erich Rohde                                                                                              | |
| 313 | 1975 | Vetter Basilio Roman | Eça de Queiroz | Bettina Weise / Gerhard Kruschel                                                                                         | aus dem Portugiesischen von Rudolf Krügel |
| 314 | 1975 | Der Räuber Woynok. Sagen und Legenden | Anna Seghers | Erhard Grüttner / Erich Rohde                                                                                            | 2. Auflage 1978 |
| 315 | 1975 | Baron von Hüpfenstich – Vier Märchen | Clemens Brentano | Manfred Wunderlich / Gerhard Kruschel                                                                                    | |
| 316 | 1975 | Die schöne Schweinehirtin Roman | Martti Larni | Peter Nagengast / Erich Rohde                                                                                            | Heinz Goldberg |
| 317 | 1975 | Ein Pony für zwei Roman | James Aldridge | Karl-Heinz Appelmann / Erich Rodhe                                                                                       | aus dem Englischen von Itta Roy-Seifert |
| 318 | 1975 | Monologe eines Fußgängers – Feuilletons 1971–1974 | Richard Christ | Bettina Weise / Erich Rohde                                                                                              | [ 75 ] |
| 319 | 1975 | Die Moorsoldaten Roman | Wolfgang Langhoff | Jens Prockat / Gerhard Kruschel                                                                                          | [ 76 ] |
| 320 | 1975 | Lotte in Weimar Roman | Thomas Mann | Karl Heinz Schmidt / Erich Rohde                                                                                         | 1982/2. |
| 321 | 1975 | Die erste Kolonne Roman | Karel Čapek | Hans Ticha / Gerhard Kruschel                                                                                            | aus dem Tschechischen von Grete Ebner-Eschenhaym |
| 322 | 1975 | Hochzeit in Konstantinopel Erzählungen | Irmtraud Morgner | Isolde Roßner / Erich Rohde                                                                                              | |
| 323 | 1975 | Grüner Mond von Alabama Gedichte | Bertolt Brecht | Peter Muzeniek / Erich Rohde                                                                                             | |
| 324 | 1975 | Der Kampf um Troja Sagen | Gustav Schwab | Klaus Ensikat / Erich Rohde                                                                                              | [ 77 ] |
| 325 | 1975 | Arsene Lupin – der Gentleman-Einbrecher Kriminalroman | Maurice Leblanc | | |
| 326 | 1975 | Der Transitreisende Roman | Vladimir Beekman | Dieter Müller / Gerhard Kruschel                                                                                         | Günter Jäniche |
| 327 | 1975 | Flucht von einem dunklen Äquator Roman | Norman Lewis | Dieter Müller / Gerhard Kruschel                                                                                         | aus dem Englischen von Klaus Schirrmeister |
| 328 | 1975 | Motten im Nerz Kriminalroman | Erle Stanley Gardner | | |
| 329 | 1975 | Die Werkzeugfahne Anthologie | Alice Uszkoreit (Hrsg.)Autoren: Brecht, Bredel, Fühmann, Rolf Floß, Hermlin, Bernd Jentsch, Hermann Kant, Kohlhaase, Kunert, Neutsch, Herbert Otto, Pitschmann, Egon Richter, Seghers, Uhse, Viertel, Fred Wander, Wellm | Erhard Grüttner / Erich Rohde                                                                                            | [ 79 ] |
| 330 | 1975 | Plautus im Nonnenkloster – Fünf Novellen | Conrad Ferdinand Meyer | Roswitha Grüttner / Gerhard Kruschel                                                                                     | |
| 331 | 1975 | Smoking braucht man nicht – Moskauer Skizzen 1918–1932 | Antonie Günther, Brigitte Struzyk (Hrsg.) | Erich Röhren unter Verwendung einer Zeichnung von Heinrich Vogler                                                        | |
| 332 | 1975 | Die idealistische Karausche Erzählungen | Michail Saltykow-Stschedrin | Thea Kowal / Gerhard Kruschel                                                                                            | Victoria Franz |
| 333 | 1975 | Himmel in Flammen Roman | Jan Parandowski | Peter Nagengast / Gerhard Kruschel                                                                                       | aus dem Polnischen von Viktor Mika |
| 334 | 1975 | Die negative Giselle – Moderne sowjetische Liebesgeschichten | | Bettina Weise / Erich Rohde                                                                                              | aus dem Russischen von Margit Bräuer, Werner Creutziger, Anneliese Globig, Wilhelm Plackmeyer und Ingrid Weber                                                                                  |
| 335 | 1975 | Beichte der Steppe Novelle | Tachawi Achtanow | Bettina Weise / Erich Rohde                                                                                              | Arno Specht |
| 336 | 1976 | Elise oder das wahre Leben Roman | Claire Etcherelli | | |
| 337 | 1976 | Die Prüfung Roman | Willi Bredel | Ruth Mossner/Erich Rohde                                                                                                 | |
| 338 | 1976 | Der Leopard Roman | Giuseppe Tomasi di Lampedusa | Peter Nagengast | aus dem Italienischen von Charlotte Birnbaum |
| 339 | 1976 | Kaiserwetter Roman | Karl Jakob Hirsch | Renate Herfurth / Gerhard Kruschel                                                                                       | |
| 340 | 1976 | Das Fräulein von Scuderi Erzählungen | E. T. A. Hoffmann | Bettina Weise / Erich Rohde                                                                                              | |
| 341 | 1976 | Tom Sawyers Abenteuer Roman | Mark Twain | Klaus Ensikat / Erich Rohde                                                                                              | aus dem Amerikanischen von Lore Krüger |
| 342 | 1976 | Dumala Erzählung | Eduard von Keyserling | Ingo Haas/Gerhard Kruschel                                                                                               | |
| 343 | 1976 | Die blaue Nachtigall oder Der Anfang von etwas Erzählung | Erwin Strittmatter | Henri Rousseau / Erich Rohde                                                                                             | [ 82 ] |
| 344 | 1976 | Der siebente Brunnen Erzählung | Fred Wander | Gerhard Kruschel | [ 83 ] |
| 345 | 1976 | Okonkwo oder Das Alte stürzt Roman | Chinua Achebe | Günter Lerch / Erich Rohde                                                                                               | aus dem Englischen von Richard Moering |
| 346 | 1976 | Der andere Planet Ansichten über Amerika | Günter Kunert | Günter Kunert / Gerhard Kruschel unter Verwendung einer amerikanischen Werbegraphik                                      | [ 84 ] |
| 347 | 1976 | Der Gymnasiast Roman | Jurij Brězan | Bettina Weise / Gerhard Kruschel                                                                                         | [ 85 ] |
| 348 | 1976 | Zwei Erzählungen | Heinrich Böll | | |
| 349 | 1976 | Chrysanthemen im Spiegel Gedichte | | Manfred Wunderlich / Erich Rhode                                                                                         | aus dem Chinesischen und nachgedichtet von Ernst Schwarz |
| 350 | 1976 | Liebesgeschichte mit Datum Erzählungen | | Gerhard Bunke / Erich Rhode                                                                                              | aus dem Portugiesischen von Andreas Klotsch, Ilse Losa, Kurt Meyer-Clason, Gudrun Reichardt und Tilla Thonig                                                                                    |
| 351 | 1976 | Der zerrissene Rubel Erzählung | Sergej Antonow | Günter Lerch / Erich Rohde                                                                                               | aus dem Russischen von Gottfried Kirchner |
| 352 | 1976 | Kostbarer Staub Erzählungen | Konstantin Paustowski | Manfred Wunderlich / Erich Rohde                                                                                         | aus dem Russischen von Georg Schwarz, Harry Burck und Alfred Kurella |
| 353 | 1976 | Die Heimkehr des Odysseus Sagen | Gustav Schwab | Klaus Ensikat / Erich Rohde                                                                                              | |
| 354 | 1976 | Es gibt kein Zurück Erzählung | Anatoli Kalinin | Mathias und Erich Rohde                                                                                                  | aus dem Russischen von Liselotte Remané |
| 355 | 1976 | Der gläserne Schlüssel Kriminalroman | Dashiell Hammett | Wolfgang Kenkel / Erich Rohde                                                                                            | aus dem Amerikanischen von Hans Wollschläger |
| 356 | 1976 | Gefahr für Bony . Bony und die Maus 2 Kriminalromane | Arthur W. Upfield | Jutta Mirtschin / Erich Rohde                                                                                            | aus dem Englischen von Heinz Otto und Arno Dohm |
| 357 | 1976 | Die Leute von Seldwyla Novellen | Gottfried Keller | Isolde Roßner / Erich Rohde                                                                                              | [ 88 ] |
| 358 | 1976 | Hadschi Gajka verheiratet sein Mädchen Roman | Borisav Stanković | Brigitte Ullmann / Gerhard Kruschel                                                                                      | aus dem Serbokroatischen von S.D.Zerenski |
| 359 | 1976 | Ende und Anfang – Ein Lebensbuch | Hermynia Zur Mühlen | Kurt Tuma / Erich Rohde                                                                                                  | [ 89 ] |
| 360 | 1976 | Ancutas Herberge Erzählungen | Mihail Sadoveanu | Bettina Weise/Erich Rohde                                                                                                | aus dem Rumänischen von Maria Ernst |
| 361 | 1976 | Aufenthalte anderswo – Schriftsteller auf Reisen Eine Anthologie | | Manfred Wunderlich / Erich Rohde                                                                                         | ausgewählt von Helga Pankoke |
| 362 | 1976 | Zirkus des Lebens Gedichte | Kurt Tucholsky | Klaus Ensikat / Erich Rohde                                                                                              | ausgewählt von Roland Links |
| 363 | 1976 | Die Schwestern Materassi Roman | Aldo Palazzeschi | Isolde Roßner / Erich Rohde                                                                                              | aus dem Italienischen von Helene Moser |
| 364 | 1976 | Das Antiquitätenkabinett Roman | Honoré de Balzac | Gerhard Bunke / Erich Rohde                                                                                              | aus dem Französischen von Bernhard Wildenhahn |
| 365 | 1977 | Schwarzer Regen Roman | Masuji Ibuse | G. Ruth Mossner / Gerhard Kruschel; Kartenzeichnung: Gerhard Kruschel                                                    | aus dem Englischen von Otto Brandstädter, Nachwort von Jürgen Berndt |
| 366 | 1977 | Boy Roman | Christine de Rivoyre | | |
| 367 | 1977 | Karibische Geschichten Erzählungen | Anna Seghers | Ronald Paris / Erich Rohde                                                                                               | |
| 368 | 1977 | Ein Dienstag im September – 16 Romane im Stenogramm | Erwin Strittmatter | Lothar Sell / Erich Rohde                                                                                                | [ 93 ] |
| 369 | 1976 | Leutnant Burda – Fünf Novellen | Ferdinand von Saar | Regine Röder / Erich Rohde                                                                                               | |
| 370 | 1977 | Die äthiopischen Abenteuer von Theagenes und Charikleia Roman | Heliodor | Gerhard Bunke / Erich Rohde                                                                                              | aus dem Griechischen von Horst Gasse |
| 371 | 1977 | Der Urlaub eines Übergeschnappten Kriminalroman | Peter Lovesey | | |
| 372 | 1977 | Karlsteiner Vigilien Novellen | František Kubka | | |
| 373 | 1977 | Brandstellen Roman | Franz Josef Degenhardt | Dieter Heidenreich / Gerhard Kruschel                                                                                    | |
| 374 | 1977 | Der Urlaub Tessiner Novelle | Louis Fürnberg | Dieter Müller / Erich Rohde                                                                                              | |
| 375 | 1977 | Novellen um Claudia Novellen | Arnold Zweig | Einbandgestaltung G. Ruth Mossner / Erich Rohde                                                                          | |
| 376 | 1977 | Der Lateinschüler Geschichten | Hermann Hesse | Ingrid Schuppan / Erich Rohde                                                                                            | [ 94 ] |
| 377 | 1977 | Lissy oder Die Versuchung | F. C. Weiskopf | Dieter Müller / Erich Rohde                                                                                              | |
| 378 | 1977 | Die Furie Roman | Günther Weisenborn | Ellen Willnow / Erich Rohde                                                                                              | [ 95 ] |
| 379 | 1977 | Damals bei uns daheim Erzählung | Hans Fallada | | |
| 380 | 1977 | Liebe in Bastschuhen Lebensgeschichte eines Bauernmädchens | Nikolai Leskow | Manfred Wunderlich / Erich Rohde                                                                                         | aus dem Russischen von Günter Dalitz |
| 381 | 1977 | Die billigsten Nächte Erzählungen | Jussuf Idris | Dieter Müller / Erich Rohde                                                                                              | aus dem Arabischen von Doris Erpenbeck, Moustafa Maher, Horst Lothar Teweleit |
| 382 | 1977 | Das Haus mit den sieben Giebeln Roman | Nathaniel Hawthorne | Jürgen Gerhard / Gerhard Kruschel                                                                                        | aus dem Amerikanischen von Friedrich Minckwitz und Noa Kiepenheuer |
| 383 | 1977 | Auf halben Weg zu Mond Erzählungen | Wassili Axjonow | G. Ruth Mossner / Gerhard Kruschel                                                                                       | aus dem Russischen von Juri Elperin, Gottfried Kirchner, Marlene Milack, Thomas Reschke, Ursula Röhrig                                                                                          |
| 384 | 1977 | Die Jünger Jesu Roman | Leonhard Frank | Dieter Müller / Erich Rohde                                                                                              | |
| 385 | 1978 | Glück ohne Ruh – Deutsche Liebesgedichte aus 100 Jahren | | Kersti Arnold / Erich Rohde                                                                                              | ausgewählt von Herbert Greiner-Mai & Wulf Kirsten |
| 386 | 1977 | Menschen im Hotel Roman | Vicki Baum | | |
| 387 | 1977 | Weiße Nächte – Erzählungen | Fjodor Dostojewski | Dieter Müller / Erich Rohde                                                                                              | Aus dem Russischen von Georg Schwarz |
| 388 | 1977 | Die sechste Nacht Erzählungen | Pjotr Proskurin | Mathias und Erich Rohde                                                                                                  | aus dem Russischen von Juri Elperin, Hans Joachim Lambrecht, Larissa Robiné |
| 389 | 1978 | Der große Gatsby Roman | Francis Scott Fitzgerald | | |
| 390 | 1978 | Die Mappe meines Urgroßvaters Erzählung | Adalbert Stifter | Dieter Müller / Erich Rohde                                                                                              | |
| 391 | 1978 | Ein dunkler Stern Roman | Herbert Nachbar | Brigitte N. Kröning | [ 99 ] |
| 392 | 1978 | Der Ketzer von Naumburg Roman | Rosemarie Schuder | | |
| 393 | 1977 | William’s Ex-Casino Roman | Ulrich Becher | Bettina Weise / Erich Rohde                                                                                              | |
| 394 | 1978 | Der schwarze Storch Roman | Ilse Molzahn | Kurt Tuma / Erich Rohde                                                                                                  | [ 100 ] |
| 395 | 1978 | Satyricon Roman | Petron | Kurt Tuma / Erich Rohde                                                                                                  | aus dem Lateinischen von Fritz Tech |
| 396 | 1978 | Die Karawane. Der Scheik von Alessandria und seine Sklaven Märchen | Wilhelm Hauff | Dieter Müller / Erich Rohde                                                                                              | |
| 397 | 1978 | Ferragus Roman | Honoré de Balzac | Van der Borght / Gerhard Kruschel                                                                                        | aus dem Französischen von Christel Gersch |
| 398 | 1978 | Die Heiteretei Erzählung | Otto Ludwig | G.Ruth Mossner / Erich Rohde                                                                                             | |
| 399 | 1978 | Als ich ein kleiner Junge war Erinnerungen | Erich Kästner | | [ 103 ] |
| 400 | 1978 | Das pasteurisierte Freudenhaus Satirische Zeitgedichte | Erich Weinert | Hans Dieter Noll / Erich Rohde                                                                                           | Herbert Greiner-Mai, Auswahl; 1990/2. |
| 401 | 1978 | Ein gemeiner Kerl Geschichten | Bertolt Brecht | Günther Lück / Erich Rohde                                                                                               | Auswahl: Fritz Hofmann |
| 402 | 1978 | Die geschützten Männer Roman | Robert Merle | Dieter Müller / Gerhard Kruschel                                                                                         | aus dem Französischen von Anna Mudry |
| 403 | 1978 | Die Pest von London Roman | Daniel Defoe | Petra Trautwein / Erich Rohde                                                                                            | aus dem Englischen von Rudolf Schaller |
| 404 | 1978 | Die Geschichte der Jane Pittman Roman | Ernest J. Gaines | Wolfgang Spuler / Gerhard Kruschel                                                                                       | aus dem Amerikanischen von Kurt Heinrich Hansen |
| 405 | 1978 | Die zwei Gesichter des Januars Kriminalroman | Patricia Highsmith | Peter Nagengast / Gerhard Kruschel                                                                                       | aus dem Amerikanischen von Anne Uhde |
| 406 | 1978 | Bell' Antonio Roman | Vitaliano Brancati | Dieter Müller / Erich Rohde                                                                                              | aus dem Italienischen von Arianna Giachi |
| 407 | 1978 | Das Graupenhaus Erzählung | Harald Gerlach | Alfred T. Mörstedt / Gerhard Kruschel                                                                                    | |
| 408 | 1978 | Das Eilkamel Reiseberichte aus Europa, Asien und Amerika | F. C. Weiskopf | Rolf Xago Schröder / Erich Rohde                                                                                         | |
| 409 | 1978 | Wie ich dem Autor meines Nachrufs begegnete | Jaroslav Hašek | Rolf Xago Schröder / Gerhard Kruschel                                                                                    | aus dem Tschechischen von Gustav Just |
| 410 | 1978 | Baum ohne Wurzeln Roman | Syed Wallullah | Dieter Müller / Gerhard Kruschel                                                                                         | aus dem Französischen von Horst Lothar Teweleit |
| 411 | 1978 | Sieben Jahre zählen nicht Roman | Lilija Beljajewa | Mariana Lachermund / Gerhard Kruschel                                                                                    | aus dem Russischen von Wolfgang Köppe |
| 412 | 1978 | Frau ohne Schleier Erzählungen | Füruzan | Gerhard Bunke / Erich Rohde                                                                                              | aus dem Türkischen von Adelheid Uzunoglu-Ocherbauer |
| 413 | 1979 | Litauische Geschichten Roman | Hermann Sudermann | Wolfgang Spuler / Erich Rohde                                                                                            | [ 110 ] |
| 414 | 1979 | Die Getreidebörse Roman | Frank Norris | Petra Trautwein / Erich Rohde                                                                                            | aus dem Amerikanischen von Klaus Schirrmeister |
| 415 | 1979 | Nachträgliche Leckerbissen Feuilletons | Heinz Knobloch | Eberhard Heiland / Gerhard Kruschel                                                                                      | Auswahl: Helga Thron |
| 416 | 1979 | Paulinchen Sachs Erzählung | Alexander Drushinin | Dieter Müller / Gerhard Kruschel                                                                                         | A. d. Russischen Barbara Heitkam |
| 417 | 1979 | Ziellose Umtriebe Feuilletons | Günter Kunert | Günter Kunert / Gerhard Kruschel                                                                                         | |
| 418 | 1979 | Als der Fremde kam Roman | Hermynia zur Mühlen | Felicitas Zschoch / Erich Rohde                                                                                          | |
| 419 | 1979 | Lucius oder Der magische Esel Geschichten | Lukian | Brigitte Ullmann / Erich Rohde                                                                                           | aus dem Griechischen von Christoph Martin Wieland |
| 420 | 1979 | Aufruhr der Engel Roman | Anatole France | Gerhard Rappus / Erich Rohde                                                                                             | aus dem Französischen von Heidi Kirmße |
| 421 | 1979 | Die Hotelchefin Erzählung | Irina Grekowa | Angelika van der Borght / Gerhard Kruschel                                                                               | aus dem Russischen von Hans-Joachim Lambrecht |
| 422 | 1979 | Du bist in einem alten Land Roman | John Boynton Priestley | Rolf Xago Schröder / Gerhard Kruschel                                                                                    | aus dem Englischen von Ernst Larsen |
| 423 | 1979 | Die Sache mit Maria Roman | Herbert Otto | Brigitte Ullmann / Erich Rohde                                                                                           | [ 115 ] |
| 424 | 1979 | Der goldene Rehbock Märchen | Ludwig Bechstein | | |
| 425 | 1979 | Der Krieg um den Wald Historie | Moritz Hartmann | Gerhard Rappus / Erich Rohde                                                                                             | |
| 426 | 1979 | Mutter Johanna von den Engeln Erzählung | Jaroslaw Iwaszkiewicz | Ingolf Neumann / Gerhard Kruschel                                                                                        | aus dem Polnischen von Kurt Harrer |
| 427 | 1979 | Verwirrungen einer Kaiserin Reportagen | Egon Erwin Kisch | Gerhard Bunke / Erich Rohde                                                                                              | ausgewählt von Fritz Hofmann |
| 428 | 1979 | Der Kristallstöpsel oder Die Mißgeschicke des Arséne Lupin Kriminalroman | Maurice Leblanc | | |
| 429 | 1979 | Mord im Pfarrhaus Kriminalroman | Agatha Christie | Gerhard Bunke / Erich Rohde                                                                                              | [ 118 ] |
| 430 | 1979 | Gesucht: Stephan Varesku Roman | Jo Mihaly | Wolfgang Schedler / Gerhard Kruschel                                                                                     | [ 119 ] |
| 431 | 1979 | Es haben viel Dichter gesungen Gedichte | Annie Günther / Herbert Greiner-Mai (Hrsg.) | Peter Nagengast / Gerhard Kruschel                                                                                       | [ 120 ] |
| 432 | 1980 | Ein Mann fürs Leben Erzählung | Gerd Fuchs | Gerhard Bunke / Erich Rohde                                                                                              | |
| 433 | 1979 | Hochzeit auf imeretisch Roman | Alexander Ebanoidse | Bernhard Kluge / Erich Rohde                                                                                             | aus dem Russischen von Waltraut und Erich Ahrndt |
| 434 | 1979 | Mein Freund Maigret Kriminalroman | Georges Simenon | Gerhard Rappus / Gerhard Kruschel                                                                                        | aus dem Französischen von Annerose Melter |
| 435 | 1979 | Die Zeit der Geheimnisse Roman | Marcel Pagnol | Susanne Kahl / Erich Rohde                                                                                               | aus dem Französischen von Pamela Wedekind enthält außerdem Die Zeit der Liebe. |
| 436 | 1980 | Guten Morgen du Schöne Protokolle | Maxie Wander | Peter Nagengast / Gerhard Kruschel                                                                                       | [ 123 ] |
| 437 | 1980 | Der Hund des Generals Zwei Erzählungen | Heinar Kipphardt | Heinz Ebel / Gerhard Kruschel                                                                                            | |
| 438 | 1980 | Das Impressum Roman | Hermann Kant | Ingolf Neumann / Gerhard Kruschel                                                                                        | [ 125 ] |
| 439 | 1980 | Die Chronik der Sperlingsgasse Roman | Wilhelm Raabe | Bettina Weise / Erich Rohde                                                                                              | |
| 440 | 1980 | Das Verbrechen der Elise Geitler Novellen | Hermann Kesser | Bettina Weise / Erich Rohde                                                                                              | [ 126 ] |
| 441 | 1980 | Kleinseitner Geschichten Kurzprosa | Jan Neruda | Isolde Roßner / Erich Rohde                                                                                              | aus dem Tschechischen von Dr. Günter Jarosch |
| 442 | 1980 | Silvester mit Balzac Erzählungen | Wolfgang Kohlhaase | Rolf Xago Schröder / Gerhard Kruschel                                                                                    | |
| 443 | 1980 | Die Hand im Feuer Sagen und Geschichten | Livius | | aus dem Lateinischen von Wolfgang Ritschel |
| 444 | 1980 | Cervantes Roman | Bruno Frank | Elli Graetz / Gerhard Kruschel                                                                                           | [ 129 ] |
| 445 | 1980 | In einem andern Land Roman | Ernest Hemingway | Isolde Roßner / Erich Rohde                                                                                              | aus dem Amerikanischen von Annemarie Horschitz-Horst |
| 446 | 1980 | Germinie Lacerteux Roman | Edmond und Jules de Goncourt | Kurt Tuma / Gerhard Kruschel                                                                                             | aus dem Französischen von Curt Noch |
| 447 | 1980 | Die Sache mit dem Haken Feuilletons 1975–1979 | Richard Christ | Bettina Weise / Gerhard Kruschel                                                                                         | [ 132 ] |
| 448 | 1980 | Der schwarze Obelisk. Geschichte einer verspäteten Jugend Roman | Erich Maria Remarque | Rolf Xago Schröder / Gerhard Kruschel                                                                                    | [ 133 ] |
| 449 | 1980 | Galizische Erzählungen Erzählungen | Karl Emil Franzos | Rolf Xago Schröder / Gerhard Kruschel                                                                                    | |
| 450 | 1980 | Der Kuckuck auf dem Birnbaum saß Alte deutsche Volkslieder | Ludwig Uhland | Isolde Roßner / Erich Rohde                                                                                              | ausgewählt von Herbert Greiner-Mai und Erika Weber |
| 451 | 1980 | Der Metzger von Straßburg Kriminalgeschichten | Wulf Kirsten und Konrad Paul (Hrsg.)Autoren: Alfons Paquet, Richard Dehmel, Emanuel von Bodman, Jakob Wassermann, Alfred Neumann, B. Traven, Friedrich Glauser, Oskar Jellinek, Oskar Maria Graf, Leo Perutz, Heimito von Doderer, Hermann Kesten, Alexander Moritz Frey, Joachim Maaß | Brigitte Ullmann / Gerhard Kruschel                                                                                      | [ 136 ] |
| 452 | 1980 | Zahlungsaufschub Kriminalgeschichten | Cecil Scott Forester | Gerhard Bunke / Erich Rohde                                                                                              | Aus dem Englischen von Fortunat Weigel |
| 453 | 1980 | Scheckiger Hund, der am Meer entlang läuft – Frühe Kraniche Novellen | Tschingis Aitmatow | Gerhard Bunke / Gerhard Kruschel                                                                                         | aus dem Russischen von Charlotte Kossuth |
| 454 | 1980 | Bonjour Tristesse Roman | Françoise Sagan | Brigitte Ullmann / Erich Rohde                                                                                           | aus dem Französischen von Helga Treichl |
| 455 | 1980 | Schnepfengeschichten Roman | Guy de Maupassant | Elisabeth Buchholz / Erich Rohde                                                                                         | aus dem Französischen von Christel Gersch |
| 456 | 1980 | Die Reize der Kultur Satiren | Michail Sostschenko | Otto Schack / Gerhard Kruschel                                                                                           | aus dem Russischen von Thomas Reschke, ausgewählt von Marlies Juhnke |
| 457 | 1981 | Jürg Jenatsch Geschichte | Conrad Ferdinand Meyer | Brigitte Ullmann / Erich Rohde                                                                                           | |
| 458 | 1981 | Jette in Dresden Erzählung | Helga Schütz | Isolde Roßner / Erich Rohde                                                                                              | |
| 459 | 1981 | Bilanz mit Vierunddreißig oder Die Ehe der Claudia M. Roman | Wolfgang Licht | Manfred Kloppert / Erich Rohde                                                                                           | |
| 460 | 1981 | Nur einen Augenblick Reiseskizzen | Uwe Berger | Walter Goes / Gerhard Kruschel                                                                                           | |
| 461 | 1981 | Der Fuchs und der Rabe Fabeln | | Peter Nagengast / Gerhard Kruschel                                                                                       | aus dem Griechischen und Lateinischen von Johannes Irmscher |
| 462 | 1981 | Das wohlfeile Mittagessen Geschichten | Johann Peter Hebel | Brigitte Ullmann / Erich Rohde                                                                                           | Auswahl: Erika Weber |
| 463 | 1981 | Flächenbrand Roman | Max von der Grün | Günter Lerch / Erich Rohde                                                                                               | |
| 464 | 1981 | Des Knaben Wunderhorn Gedichte | Armin / Brentano | Rolf Xago Schröder / Gerhard Kruschel                                                                                    | ausgewählt von Herbert Greiner-Mai und Erika Weber |
| 465 | 1981 | Kinder von Paraná Roman | Paul Zech | Felicitas Tschoch / Erich Rohde                                                                                          | |
| 466 | 1981 | Brokatrausch Roman | Hisako Matsubara | Gerhard Kruschel unter Verwendung eines Gemäldes von Ogat Körin                                                          | |
| 467 | 1981 | Die alten Zeiten Erzählung | Pawel Melnikow-Petscherski | Susanne Tischewski / Gerhard Kruschel                                                                                    | aus dem Russischen von Hilde Angarowa |
| 468 | 1981 | Meine hochgeborene Herrschaft Roman | Maria Edgeworth | Werner Hahn / Erich Rohde                                                                                                | aus dem Englischen von Lore Krüger, mit einem Nachwort von Anselm Schlösser |
| 469 | 1981 | L’Adultera Novelle | Theodor Fontane | Elli Graetz / Gerhard Kruschel                                                                                           | |
| 470 | 1981 | Die Nonne Roman | Denis Diderot | Roland Beier / Gerhard Kruschel                                                                                          | aus dem Französischen von Christel Gersch |
| 471 | 1981 | Tagebücher und Briefe | Maxie Wander | Gerhard Kruschel, Foto von Hans-Jochen Knobloch                                                                          | 3. Aufl. 1990 |
| 472 | 1981 | Magister Rößlein Märchen | Karl Wilhelm Salice-Contessa | Einbandgestaltung Barbara Walter / Erich Rohde                                                                           | [ 146 ] |
| 473 | 1981 | Die Wolfsfalle Erzählungen | Vercors | Günter Lerch / Gerhard Kruschel                                                                                          | aus dem Französischen von Adelheid Witt und Hand B. Wagenseil |
| 474 | 1983 | Meine Freundin Tina Babe Geschichten | Erwin Strittmatter | Angelika Rößler / Günter Woinke                                                                                          | |
| 475 | 1981 | Rund um den Alexanderplatz. Gereimtes und Ungereimtes aus dem alten Berlin Publizistik | Hardy Worm | Manfred Hartmann / Günter Woinke                                                                                         | ausgewählt von Wolfgang U. Schütte |
| 476 | 1981 | Das Halsband der Königin Roman | Alexandre Dumas | Heinz Ebel / Erich Rohde                                                                                                 | aus dem Französischen von Christel Gersch |
| 477 | 1981 | Die Zugvögel Erzählungen | Martin Andersen Nexö | Günther Lück / Erich Rohde                                                                                               | aus dem Dänischen von Erika Kosmalla |
| 478 | 1981 | Der Liebestrank Französische Kriminalgeschichten | Donatien Alphonse François de Sade, Stendhal, Honoré de Balzac, Prosper Mérimée, Auguste de Villiers de L’Isle-Adam, Emile Zola, Guy de Maupassant | Ingolf Neumann / Günter Woinke                                                                                           | ausgewählt von Joachim Meinert; aus dem Französischen von Joachim Meinert, Elida Maria Szarota, Tilly Bergner, Alfred Thierbach, Helene und Herbert Kühn, Curt Noch, Christel Gersch            |
| 479 | 1981 | Eine schlaflose Nacht Roman | Lilija Beljajewa | Günther Lück / Günter Woinke                                                                                             | aus dem Russischen von Irene Strobel |
| 480 | 1982 | Italienfahrten : meine italienische Reise . Juni in Sizilien zwei Erzählungen | Christine Wolter | Ingolf Neumann / Günter Woinke                                                                                           | [ 151 ] |
| 481 | 1982 | Die Mißhandlung oder Der freihändige Gang über das Geländer der S-Bahn-Brücke Roman | Franz Josef Degenhardt | Gerhard Bunke | |
| 482 | 1982 | Pavlos Papierbuch Erzählungen | Franz Fühmann | Heinz Wolf / Günter Woinke                                                                                               | [ 152 ] |
| 483 | 1982 | Der Hochwald Erzählungen | Adalbert Stifter | Bettina Weise / Erich Rohde                                                                                              | Jürgen Jahn (Auswahl) |
| 484 | 1982 | Abend in Byzanz Roman | Irwin Shaw | Günter Lerch / Günter Woinke                                                                                             | aus dem Amerikanischen von Cornelia von Randow |
| 485 | 1982 | Die Taxifahrerin Roman | Victoria Thérame | Peter Nagengast / Günter Woinke                                                                                          | aus dem Französischen von Uli Aumüller |
| 486 | 1982 | Krock & Co. Roman | Friedrich Glauser | Günther Lück / Günter Woinke                                                                                             | |
| 487 | 1982 | Alexander . Cäsar Lebensbeschreibungen | Plutarch | Brigitte Ullmann / Günter Woinke unter Verwendung eines antiken Reliefs                                                  | aus dem Griechischen von Johann Friedrich Salomon Kaltwasser, redaktionell überarbeitet von Wolfgang Ritschel                                                                                   |
| 488 | 1982 | Preisverleihung Roman Märkische Forschungen Erzählung für Freunde der Literaturgeschichte | Günter de Bruyn | Bernd Haak / Günter Woinke                                                                                               | [ 158 ] |
| 489 | 1982 | Aufstand der Männer Roman | Johannes Tralow | Peter Fischer-Sternaux / Erich Rohde                                                                                     | |
| 490 | 1982 | Der Tolpatsch Schwarzwälder Dorfgeschichten | Berthold Auerbach | Brigitte Ullmann / Günter Woinke                                                                                         | Ausgewählt von Brigitte Eger |
| 491 | 1982 | Der Landarzt Roman | Honoré de Balzac | Peter Israel / Erich Rohde                                                                                               | aus dem Französischen von Christel Gersch |
| 492 | 1982 | Der Bürgergarten Zeitgedichte | Erich Mühsam | Peter Fischer-Sternaux                                                                                                   | |
| 493 | 1982 | Stilleben mit Schlangen Roman | Thomas Valentin | Peter Nagengast / Günter Woinke                                                                                          | [ 160 ] |
| 494 | 1983 | Der schüchterne Bräutigam Geschichten | Wojciech Zukrowski | Sneschana Russewa-Hoyer / Erich Rohde                                                                                    | aus dem Polnischen von Kristiane Lichtenfeld |
| 495 | 1983 | Fiesta Roman | Ernest Hemingway | Brigitte Ullmann / Erich Rohde                                                                                           | aus dem Amerikanischen von Annemarie Horschitz-Horst |
| 496 | 1982 | Ein Drama auf der Jagd Roman | Anton Tschechow | Gabriele Hirsch | aus dem Russischen von Hartmut Herboth |
| 497 | 1983 | Wie hab ich dich geliebt Ballade | Zaharia Stancu | Günther Lück / Erich Rohde                                                                                               | aus dem Rumänischen von Alfred Kittner |
| 498 | 1982 | Der Abituriententag Roman | Franz Werfel | Jürgen Wagner / Erich Rohde                                                                                              | |
| 499 | 1982 | Das Kostüm – Geschichten von Frauen – Anthologie | verschiedene | Ingrid Schuppan / Gabriele Hirsch                                                                                        | ausgewählt von Helga Thron |
| 500 | 1982 | Der hohle Zahn – 45 kleine Bildergeschichten | Wilhelm Busch | Einbandgestaltung Erich Rohde unter Verwendung einer Zeichnung von Wilhelm Busch                                         | |
| 501 | 1982 | Die Sirenenbraut Erzählungen | Gianni Rodari | Günther Lück / Erich Rohde                                                                                               | aus dem Italienischen von Joachim Meinert und Susanne Scholl |
| 502 | 1983 | Wanjuschka Mursins mörderische Liebe Roman | Wil Lipatow | Brigitte Ullmann / Erich Rohde                                                                                           | aus dem Russischen von Günter Jäniche |
| 503 | 1983 | Moncada – Fidel Castros erste Schlacht Roman Kartenzeichnungen von Friedrich Lindner | Robert Merle | Klaus Herrmann / Erich Rohde                                                                                             | a. d. Französischen von Eduard Zak mit einem Nachwort von Hans-Otto Dill |
| 504 | 1983 | Lamiel Roman | Stendhal | Peter Fischer-Sternaux / Erich Rohde                                                                                     | aus dem Französischen von Günther Steinig |
| 505 | 1983 | Mephisto Roman | Klaus Mann | Stephan Köhler / Erich Rohde                                                                                             | |
| 506 | 1983 | Die wundersamen Reisen Gustavs des Weltfahrers – Lügenhafter Roman mit Kommentaren | Irmtraud Morgner | Peter Fischer-Sternaux / Günter Woinke                                                                                   | |
| 507 | 1983 | Zeit zu leben und Zeit zu sterben Roman | Erich Maria Remarque | Dieter Müller / Klaus Herrmann                                                                                           | [ 163 ] |
| 508 | 1983 | Unsere Töchter, die Nazinen Roman | Hermynia zur Mühlen | Dieter Müller / Klaus Herrmann                                                                                           | |
| 509 | 1983 | Alle Galgenlieder Gedichte | Christian Morgenstern | Ingrid Schuppan / Günter Woinke                                                                                          | |
| 510 | 1983 | Das Herz des Hais Roman | Ulrich Becher | Sabine Noll / Gabriele Hirsch                                                                                            | |
| 511 | 1983 | Ein Mord in Riga Kriminalroman | Karl von Holtei | Sabine Noll / Günter Woinke                                                                                              | |
| 512 | 1983 | Die Kristallkrähe Roman | Joan Aiken | Brigitte Ullmann / Erich Rohde                                                                                           | aus dem Englischen von Helmut Degner |
| 513 | 1983 | Die Stunde der Komödianten Roman | Graham Greene | Ingrid Schuppan / Gerhard Kruschel                                                                                       | aus dem Englischen von Hilde Spiel |
| 514 | 1983 | Taipi Roman | Herman Melville | | |
| 515 | 1983 | Die Kurstauben Erzählungen | Karl Gutzkow | Stephan Köhler / Gerhard Kruschel                                                                                        | ausgewählt von Brigitte Eger |
| 516 | 1983 | Die Gesellschaft auf dem Lande Novellen | Ludwig Tieck | Lutz Hirschmann / Gerhard Kruschel                                                                                       | ausgewählt von Viktor Liebrenz |
| 517 | 1983 | Die Äpfel der Jugend Erzählungen | Joachim Nowotny | Wolfgang Mattheuer / Gerhard Kruschel                                                                                    | [ 167 ] |
| 518 | 1983 | Der falsche Prinz Roman | Harry Domela | Stephan Köhler / Gerhard Kruschel                                                                                        | Nachwort von Wieland Herzfelde |
| 519 | 1983 | Ein Briefwechsel Erzählungen | Iwan Turgenjew | Stephan Köhler / Gerhard Kruschel                                                                                        | aus dem Russischen von Walter Schade |
| 520 | 1983 | Das Gesetz Roman | Roger Vailland | Sabine Noll / Gerhard Kruschel                                                                                           | aus dem Französischen von Richard Moering |
| 521 | 1983 | Leipzig am Herzen und die Welt dazu Geschichten vom Reisen | Fritz Rudolf Fries | Ingolf Neumann / Erich Rohde                                                                                             | [ 170 ] |
| 522 | 1984 | Der Fall des verlorenen Hundes Kriminalgeschichten | Jan Klíma | Jürgen Wagner / Mathias Rohde                                                                                            | Dt. von Reinhard E. Fischer |
| 523 | 1984 | Wir Söhne Roman | Bodo Uhse | Eva und Bernd Haak / Mathias Rohde                                                                                       | |
| 524 | 1984 | Der Meister des Jüngsten Tages Roman | Leo Perutz | Peter Fischer-Sternaux / Mathias Rohde                                                                                   | |
| 525 | 1984 | Jud Süß Roman | Lion Feuchtwanger | Stephan Köhler / Mathias Rohde                                                                                           | [ 171 ] |
| 526 | 1984 | Die Hanna Erzählungen | Jakob Julius David | Stephan Köhler / Mathias Rohde                                                                                           | Auswahl Peter Goldammer |
| 527 | 1984 | Meine Kinderjahre Autobiographischer Roman | Theodor Fontane | Willi Altendorf / Martin Rohde                                                                                           | |
| 528 | 1984 | Ganz wie daheim Feuilletons 1980–1983 | Richard Christ | Brigitte Ullmann / Mathia Rohde                                                                                          | |
| 529 | 1984 | Der tote Gast Erzählungen | Heinrich Zschokke | Rolf Xago Schröder / Mathias Rohde                                                                                       | Auswahl Gabriele Drews |
| 530 | 1984 | Drei Erzählungen | Gustave Flaubert | Günter Lerch / Mathias Rohde                                                                                             | aus dem Französischen von Heidi Kirmße |
| 531 | 1984 | Der Junge mit den knielangen Hosen Erzählungen | Herbert Nachbar | Brigitte N. Kröning / Mathias Rohde                                                                                      | [ 174 ] |
| 532 | 1984 | Liebe ist nicht Lieb allein Altgriechische Liebesgedichte | | Einbandgestaltung Stephan Köhler/Erich Rohde                                                                             | ausgewählt von Herbert Greiner-Mai, aus dem Griechischen von Dietrich Ebener; Verse des Sophokles von Rudolf Schottlaender                                                                      |
| 533 | 1984 | Der kleine Heilige Roman | Georges Simenon | Mathias Rohde | aus dem Französischen von Trude Fein |
| 534 | 1984 | Berliner Reigen Roman | Arthur R. G. Solmssen | Roswitha Grüttner / Mathias Rohde                                                                                        | aus dem Amerikanischen von Michael Walter |
| 535 | 1984 | Bucklicht Männlein Erzählungen | Gabriele Wohmann | Roswitha Grüttner / Mathias Rohde                                                                                        | ausgewählt von Almut Giesecke |
| 536 | 1984 | Brautfahrt Geschichten über Begegnungen Anthologie | | Alexander Pankow / Simone Uhlich                                                                                         | ausgewählt von Almut Giesecke |
| 537 | 1984 | Pearl Harbor Kleine Prosa | Jewgeni Jewtuschenko | Erhard Grüttner / Mathias Rohde                                                                                          | Ausgewählt von Margit Bräuer; aus dem Russischen von Thomas Reschke und Marianne Schilow |
| 538 | 1984 | Gesichter Satiren – Geschichten – Autobiographisches 1969–1981 | Heinrich Böll | Günther Lück / Simone Uhlich                                                                                             | Ausgewählt von Angela Drescher |
| 539 | 1984 | Der Pfeifer Kriminalroman | Edgar Wallace | | |
| 540 | 1984 | Der Mann mit dem grünen Kreuz Roman | Segundo Serrano Poncela | Kurt Tuma / Günter Woinke                                                                                                | Aus dem Spanischen von Horst Lothar Teweleit |
| 541 | 1984 | Das Windrad Roman | Peter Härtling | Peter Fischer-Sternaux / Mathias Rohde                                                                                   | |
| 542 | 1984 | Fastnachtsbeichte Kriminalgeschichten | Carl Zuckmayer | Ingolf Neumann / Simone Uhlich                                                                                           | [ 181 ] |
| 543 | 1985 | Jugendkönigin Dorfgeschichten | Jakob Boßhart | Ingrid Schuppan / Günter Woinke                                                                                          | ausgewählt von Wulf Kirsten |
| 544 | 1985 | Altes Herz geht auf die Reise Roman | Hans Fallada | Stephan Köhler / Erich Rohde                                                                                             | [ 182 ] |
| 545 | 1985 | Die Majoratsherren Erzählungen | Achim von Arnim | Ingolf Neumann / Günter Woinke                                                                                           | ausgewählt von Viktor Liebrenz |
| 546 | 1985 | Transit Roman | Anna Seghers | Ingeborg Jann / Günter Woinke                                                                                            | [ 184 ] |
| 547 | 1985 | Paracelsus und Der Garten der Lüste Roman | Rosemarie Schuder | Stephan Köhler / Günter Woinke                                                                                           | [ 185 ] |
| 548 | 1985 | Das rauhe Leben Der Roman eines Menschen | Alfons Petzold | Ingeborg Jann / Erich Rohde                                                                                              | |
| 549 | 1985 | Des Kaisers Kulis Roman der deutschen Kriegsflotte | Theodor Plievier | Manfred Hartmann / Günter Woinke                                                                                         | |
| 550 | 1985 | Zwanzig Tage ohne Krieg Roman | Konstantin Simonow | Klaus Herrmann / Günter Woinke                                                                                           | aus dem Russischen von Marléne Milack |
| 551 | 1985 | Clochemerle Roman | Gabriel Chevallier | Brigitte Ullmann / Erich Rohde                                                                                           | aus dem Französischen von Roland Schacht |
| 552 | 1985 | Eszter und Angela Roman | Magda Szabó | Roswitha Grüttner / Günter Woinke                                                                                        | aus dem Ungarischen von Vera Thies |
| 553 | 1985 | Der goldene Esel Roman | Apuleius | Rolf Xago Schröder / Günter Woinke                                                                                       | aus dem Lateinischen von August Rode, redaktionell überarbeitet von Wolfgang Ritschel |
| 554 | 1985 | Erzählungen | Christa Wolf | Nanette Ghantus / Erich Rohde                                                                                            | |
| 555 | 1985 | Die Katastrophe – Erzählungen | Egon Erwin Kisch | | ausgewählt von Fritz Hoffmann |
| 556 | 1985 | Ein unverhofftes Geständnis Kriminalroman | Phyllis D. James | Stephan Köhler / Günter Woinke                                                                                           | Aus dem Englischen von Sibylle Hunzinger |
| 557 | 1985 | Der Spottvogel Roman | Gerald Durrell | Jörg Kotulla / Erich Rohde                                                                                               | Aus dem Englischen von Charlotte Franke |
| 558 | 1985 | Ein Soldat von 1813, Waterloo Roman | Emile Erckmann, Alexandre Chatrian | Peter Fischer-Sternaux / Günter Woinke                                                                                   | nach einer älteren deutschen Übersetzung bearbeitet von Tilman Gersch |
| 559 | 1985 | Die erstaunliche Karriere der Mamie Riggs Nachzulesen in ihren Briefen an die Mutter | Upton Sinclair | Roswitha Grüttner / Günter Woinke                                                                                        | Aus dem Amerikanischen von Ingeborg Gronke |
| 560 | 1985 | Hinter Glas Roman | Robert Merle | Manfred Hartmann / Erich Rohde                                                                                           | aus dem Französischen von Christel Gersch |
| 561 | 1985 | 3/4 hundert Kleingeschichten | Erwin Strittmatter | Brigitte Ullmann / Günter Woinke                                                                                         | |
| 562 | 1985 | Der Mann auf dem Hochrad Legende | Uwe Timm | Hans Ticha / Erich Rohde                                                                                                 | |
| 563 | 1986 | Hochzeitstag in Pizunda Geschichten | Helga Königsdorf | Henryk Berg / Mathias Rohde                                                                                              | [ 190 ] |
| 564 | 1986 | Das Haus zur ballspielenden Katze Novellen | Honoré de Balzac | Ilona Rohde / Erich Rohde                                                                                                | aus dem Französischen von Tilly Bergner |
| 565 | 1986 | Die Alleinseglerin Roman | Christine Wolter | Margot Hoppe / Mathias Rohde                                                                                             | |
| 566 | 1986 | Nachts unter der steinernen Brücke Legenden | Leo Perutz | Stephan Köhler / Mathias Rohde                                                                                           | [ 192 ] |
| 567 | 1986 | Zäpfel Kerns Abenteuer Geschichten | Otto Julius Bierbaum | Günter Lerch / Mathias Rohde                                                                                             | [ 193 ] |
| 568 | 1986 | Das Schützenmahl Geschichten | Franz Kain | Brigitte Ullmann / Mathias Rohde                                                                                         | ausgewählt von Helga Thron |
| 569 | 1986 | Mein ganzes schönes Sanssouci – Geschichten von uns Anthologie | | Margot Prust / Günter Woinke                                                                                             | ausgewählt vom Lektorat DDR-Literatur |
| 570 | 1986 | Gebet einer Potsdamer Jungfrau Ungereimtes | Slang (Fritz Hampel) | Christiane Treder / Günter Woinke                                                                                        | ausgewählt von Wolfgang U. Schütte |
| 571 | 1986 | Die Nacht von Lissabon Roman | Erich Maria Remarque | Ingeborg Jann / Mathias Rohde                                                                                            | [ 196 ] |
| 572 | 1986 | Leander Erzählungen | Hermann Bahr | Birgit Khouri / Mathias Rohde                                                                                            | ausgewählt von Konrad Paul |
| 573 | 1986 | Razzia auf der Spree Berliner Reportagen | Egon Erwin Kisch | Birgit Khouri / Günter Woinke                                                                                            | ausgewählt von Fritz Hoffmann; Die gerächte Boheme, Die Untergrundbahn, Garantiert echte Seekrankheit von Josef Poláček übersetzt                                                               |
| 574 | 1986 | Carmen Prosa über den Spanischen Krieg aus der Zeitschrift „Das Wort“ 1936 bis 1939 Eine Anthologie | | Bettina Weise / Mathias Rohde                                                                                            | ausgewählt und Anmerkungen von Günter Caspar |
| 575 | 1986 | Blick durchs Astloch Anekdoten und Episoden | Autorenkollektiv | Christiane Treder / Günter Woinke                                                                                        | herausgegeben von Anni Voigtländer |
| 576 | 1986 | Die Toten sind unersättlich Gespenstergeschichten | 13 Erzähler | Günter Lerch / Günter Woinke                                                                                             | ausgewählt von Hans-Joachim Kruse, 1988/2. 1990/3. Autoren: Hebel, Kleist, J. A. Apel, E. T. A. Hoffmann, Zschokke, Gerstäcker, Storm, Sacher-Masoch, Anzengruber, Seidel, Heyse, Schmitz, Löns |
| 577 | 1986 | Die Irlandreise Roman einer Ehe | Marie Cardinal | Sibylle Juraschek / Mathias Rohde                                                                                        | aus dem Französischen von Angela Sussdorf |
| 578 | 1986 | Oh, dieser Samstag! Novelle | Dinah Kalinowskaja | Bettina Weise / Günter Woinke                                                                                            | aus dem Russischen von Hilde Angarowa |
| 579 | 1986 | Der Brunnen Roman | Regīna Ezera | Gerhard Medoch / Günter Woinke                                                                                           | aus dem Lettischen von Welta Ehlert |
| 580 | 1986 | Pension „Idylle“ Kriminalroman | Piotr Terence | Gerhard Medoch / Günter Woinke                                                                                           | aus dem Polnischen von Caesar Rymarowicz |
| 581 | 1987 | Tor Des Lebens, Sinkender Halbmond Roman Romane | Ferenc Herczeg | Birgit Khoury / Günter Woinke                                                                                            | aus dem Ungarischen von Jörg Buschmann |
| 582 | 1986 | Kalifornische Erzählungen | Bret Harte | Friedhelm Schottstädt / Mathis Rohde                                                                                     | aus dem Amerikanischen von Klaus Schirrmeister und Ernst Schoen |
| 583 | 1986 | Der Reisepaß Erzählungen | Antonis Samarakis | Andre Kahne / Mathias Rohde                                                                                              | aus dem Griechischen und ausgewählt von Thomas Nicolaou |
| 584 | 1986 | Die Feindin Kriminalroman | Margaret Millar | Ingolf Neumann / Erich Rohde                                                                                             | aus dem Amerikanischen von Elizabeth Gilbert |
| 585 | 1987 | Die Geschwister von Neapel | Franz Werfel | Christiane Treder / Günter Woinke                                                                                        | |
| 586 | 1987 | Die Altweibermühle Eine Anthologie | Autoren: Jürgen Bernt-Bärtl, Bertolt Brecht, Jurij Brězan, Günter de Bruyn, Franz Fühmann, Harald Gerlach, Hermann Kant, Jürgen Kögel, Wolfgang Kohlhaase, Irmtraud Morgner, Herbert Nachbar, Margarete Neumann, Joachim Nowotny, Günther Rücker, Erich-Günther Sasse, Marie Seidemann, Martin Stephan, Erwin Strittmatter | Carola Ludwig / Günter Woinke                                                                                            | ausgewählt von Helga Pankoke |
| 587 | 1987 | Agrippa und Das Schiff der Zufriedenen – Roman | Rosemarie Schuder | Stephan Köhler / Günter Woinke                                                                                           | |
| 588 | 1987 | Berliner Feuilleton | Heinz Knobloch | Birgit Khoury / Renate Möller                                                                                            | ausgewählt von Helga Thron |
| 589 | 1987 | Die Abholzung Roman | Franz Josef Degenhardt | Carola Ludwig | |
| 590 | 1987 | Der Marques de Bolibar Roman | Leo Perutz | Stephan Köhler / Günter Woinke                                                                                           | |
| 591 | 1987 | Verklungene Tage | Arnold Zweig | Ingolf Neumann / Mathias Rohde                                                                                           | |
| 592 | 1987 | Das Tier im Menschen Roman | Émile Zola | Günter Böttger / Renate Möller                                                                                           | aus dem Französischen von Gerhard Krüger |
| 593 | 1987 | Der Magnetiseur Erzählungen | E. T. A. Hoffmann | Günter Lerch / Mathias Rohde                                                                                             | ausgewählt von Hans–Joachim Kruse |
| 594 | 1987 | Der Schuss im Park Erzählungen: Fasching, Bahnwärter Thiel, Der Ketzer von Soana, Phantom, Der Schuss im Park | Gerhart Hauptmann | Birgit Khoury / Renate Möller                                                                                            | ausgewählt von Paul–Gerhard Wenzlaff |
| 595 | 1987 | Die Spur des Tigers Roman | Margery Allingham | Andre Kahane / Günter Woinke                                                                                             | aus dem Englischen von Alexandra und Gerhard Baumrucker |
| 596 | 1987 | Keine mildernden Umstände Geschichten von Frauen aus der BRD und Westberlin | Autorinnen: Luise Rinser, Eva Zeller, Margot Schroeder, Angelika Mechtel, Jutta Heinrich, Brigitte Kronauer, Gerda Szepansky, Ilse Braatz, Ingeborg Drewitz, Marianne Herzog, Gisela Elsner, Hilde Bruns, Hanna Johansen, Peggy Parnass, Gabriele Wohmann, Erika Runge, Hannelies Taschau, Karin Reschke, Renate Schostack, Imme Rupprecht, Katja Behrens, Sigrid Brunk, Keto von Waberer | Friedhelm Schottstädt / Günter Woinke                                                                                    | Ausgewählt von Angela Drescher |
| 597 | 1987 | Skalpell, bitte! Roman | Valja Stýblová | Ingolf Neumann / Günter Woinke                                                                                           | aus dem Tschechischen von Gustav Just |
| 598 | 1987 | Anonyme Briefe Roman | Irina N. Grekowa | Birgit Khonry / Günter Woinke                                                                                            | aus dem Russischen von Waltraut Ahrndt |
| 599 | 1987 | Und morgen war Krieg Roman | Boris Wassiljew | Ingeborg Jann / Günter Woinke                                                                                            | aus dem Russischen von Margit Bräuer |
| 600 | 1987 | Caspar Hauser oder Die Trägheit des Herzens Roman | Jakob Wassermann | Carola Ludwig/Renate Müller                                                                                              | |
| 601 | 1987 | Das falsche Gewicht. drei Erzählungen | Joseph Roth | Gerhard Medoch / Renate Möller                                                                                           | [ 210 ] |
| 602 | 1987 | Berlin . 100 Gedichte aus 100 Jahren | Hanns Kristian Schlosser (Hrsg.) | Günter Woinke unter Verwendung von Otto Nagels „Panorama der Friedrichsgracht“ (Ausschnitt)                              | [ 211 ] |
| 603 | 1987 | Eine Jugend Roman | Patrick Modiano | Ingolf Neumann / Ines Bussenius                                                                                          | aus dem Französischen von Peter Handke |
| 604 | 1988 | Der fremde Freund Novelle | Christoph Hein | Rainer Schulz / Regine Schmidt                                                                                           | [ 213 ] |
| 605 | 1988 | Die Datsche und Die leichte Muse Erzählungen | Nadeshda Koshewnikowa | Günther Lück / Regine Schmidt                                                                                            | aus dem Russischen von Waltraut Ahrndt |
| 606 | 1988 | Crisanta. Acht Geschichten über Frauen | Anna Seghers | Heinz Ebel / Regine Schmidt                                                                                              | Auswahl: Ursula Emmerich |
| 607 | 1988 | Die Glücksritter Erzählungen | Joseph von Eichendorff | | |
| 608 | 1988 | Das Wunder des Tollatsch. Geschichten | Hans Fallada | Günther Lück / Regine Schmidt                                                                                            | ausgewählt von Günter Caspar |
| 609 | 1988 | Liebe und Tod auf Bali Roman | Vicki Baum | Ingolf Neumann / Regine Schmidt                                                                                          | [ 216 ] |
| 610 | 1988 | Der Weg zurück Roman | Erich Maria Remarque | Gerhard Medoch / Regine Schmidt                                                                                          | [ 217 ] |
| 611 | 1988 | Die Witwe Couderc . Der Schnee war schmutzig Kriminalromane | Georges Simenon | Andreas Brexendorf / Regine Schmidt                                                                                      | aus dem Französischen von Hanns Grössel und Willi A. Koch |
| 612 | 1988 | Die Eheschließung. Chinesische Erzählungen des 20. Jahrhunderts | | Zhou Xiufen / Regine Schmidt                                                                                             | ausgewählt von Sylvia Nagel, aus dem Chinesischen von Fritz Gruner, Johannes Herzfeldt, Sylvia Nagel und Irma Peters                                                                            |
| 613 | 1989 | Der Kuckuck sprach zur Nachtigall … Fabeln von Luther bis Heine | | Heinz Ebel / Regine Schmidt                                                                                              | ausgewählt von Gabriele Drews |
| 614 | 1988 | Schöne Reise Geschichten | Helga Schubert | Johannes Helm / Regine Schmidt                                                                                           | |
| 615 | 1988 | Linnies Beichtvater Tragikomische Erzählungen | Josef Ruederer | Sibylle Juraschek / Regine Schmidt                                                                                       | [ 221 ] |
| 616 | 1988 | Der andalusische Schal Erzählungen | Elsa Morante | Sybille Juraschek / Regine Schmidt                                                                                       | aus dem Italienischen von Susanne Hurni-Maehler |
| 617 | 1988 | Der Traum vom Elch Roman | Herbert Otto | | |
| 618 | 1989 | Ohne Narkose Roman | Grigori Glasow | | |
| 619 | 1988 | Flußpartie zum Galgen Kriminalroman | Peter Lovesey | | aus dem Englischen von Ana Maria Brock |
| 620 | 1988 | Der eingerahmte Sonnenuntergang Roman | Joan Aiken | Birgit Großmann / Regine Schmidt                                                                                         | aus dem Englischen von Karin Polz |
| 621 | 1988 | Das Lied der Baba Roman | François Cavanna | Hartmut Lindemann / Regine Schmidt                                                                                       | aus dem Französischen von Klaus Budzinski |
| 622 | 1988 | Der schöne Mann und andere Erzählungen | Dieter Wellershoff | Harald Larisch / Regine Schmidt                                                                                          | [ 225 ] |
| 623 | 1989 | Brennender Sommer Roman | Françoise Sagan | Otto Knöpfer / Regine Schmidt                                                                                            | aus dem Französischen von Hermann Stiehl |
| 624 | 1989 | Die eßbare Frau Roman | Margaret Atwood | Marina Lachermund / Regine Schmidt                                                                                       | aus dem Englischen von Werner Waldhoff |
| 625 | 1989 | Es waren zwei Königskinder – Eine Auswahl deutscher Volkslieder | Wulf Kirsten (Hrsg.) | Heinz Ebel / Regine Schmidt                                                                                              | [ 228 ] |
| 626 | 1989 | Das Schauerfeld Geschichten | Friedrich de la Motte Fouqué | | |
| 627 | 1989 | Die Liebesprobe Altdeutsche Schwänke | Erika Weber | | |
| 628 | 1989 | Das Wildpferd unterm Kachelofen – Ein schönes dickes Buch von Jakob Borg und seinen Freunden | Christoph Hein | | |
| 629 | 1989 | Herrn Farßmanns Erzählungen | Hermann Kant | Gerhardt Medoch / Regine Schmidt                                                                                         | [ 229 ] |
| 630 | 1989 | Wenn das Meer zurückweicht Roman | Armand Lanoux | Wladimir Schiganow / Regine Schmidt                                                                                      | aus dem Französischen von Liselotte Ronte |
| 631 | 1989 | Trenck Roman eines Günstlings | Bruno Frank | Jörg Mothes / Regine Schmidt                                                                                             | [ 231 ] |
| 632 | 1989 | Sankt-Petri-Schnee Roman | Leo Perutz | Birgit Khoury / Regine Schmidt                                                                                           | [ 232 ] |
| 633 | 1989 | So zärtlich war Suleyken Masurische Geschichten | Siegfried Lenz | Andreas Brexendorf / Regine Schmidt                                                                                      | [ 233 ] |
| 634 | 1989 | Dialog mit meinem Urenkel Neunzehn Briefe und ein Tagebuch | Jürgen Kuczynski | Karl Deutscher / Regine Schmidt                                                                                          | [ 234 ] |
| 635 | 1989 | Affären Eine transatlantische Liebesgeschichte | Alison Lurie | Petra Kilbach / Regine Schmidt                                                                                           | aus dem Amerikanischen von Otto Bayer |
| 636 | 1989 | Montagsgedichte | Erich Kästner | Sibylle Juraschek / Regine Schmidt                                                                                       | zusammengestellt und kommentiert von Alexander Fiebig |
| 637 | 1989 | Erotisches zur Nacht Frivole Geschichten aus vier Jahrhunderten | Elke Rappus-Weidemann (Hrsg.) | | [ 237 ] |
| 638 | 1989 | Gedächtnis mit Flügeln Roman | Romain Gary | Margot Prust / Regine Schmidt                                                                                            | aus dem Französischen von Jeanne Pachnicke |
| 639 | 1989 | Kessie Roman | Joyce Marlow | Rolf Xago Schröder / Regine Schmidt                                                                                      | aus dem Englischen von Peter Liebich |
| 640 | 1989 | Der Tod ist ein einsames Geschäft Kriminalroman | Ray Bradbury | Sibylle Juraschek / Regine Schmidt                                                                                       | aus dem Amerikanischen von Jürgen Bauer |
| 641 | 1989 | Die Geldheirat Roman | Alexej Pissemski | Maria Lachermund / Regine Schmidt                                                                                        | aus dem Russischen von Barbara Heitkam und Brigitta Schröder |
| 642 | 1990 | Verdi : Roman einer Oper | Franz Werfel | | |
| 643 | 1990 | Liebesgeschichten : Protokolle | Erika Runge | | |
| 644 | 1990 | Der Gefangene von Chillon Historische Novelle in 12 Kapiteln | Moritz Hartmann | | [ 241 ] |
| 645 | 1990 | Der Geschmack des Brotes Erzählungen | Heinrich Böll | Walther Petri / Regine Schmidt                                                                                           | ausgewählt von Angela Drescher |
| 646 |      | | | | |
| 647 | 1990 | Max Roman der Gründerjahre des Films | Howard Fast | Ines Bussenius / Regine Schmidt                                                                                          | Deutsch von Karl A. Kleber |
| 648 | 1990 | Die Coltmorde Kriminalroman | Jef Geeraerts | Günther Lück / Regine Schmidt                                                                                            | aus dem Flämischen von Alexander und Christiane Pankow |
| 649 | 1990 | Das Lächeln der Vergangenheit Erinnerungen | Françoise Sagan | Regine Schmidt | aus dem Französischen von Hermann Stiehl |
| 650 |      | | | | |
| 651 |      | | | | |
| 652 | 1990 | Die Verkettungen von Liebe und Glück oder Memoiren des Marquis de Vaudreville Memoiren | Marquis d’Argens | | |